# 3. Januar
Der 3. Januar (auch 3. Jänner) ist der 3. Tag des gregorianischen Kalenders, somit bleiben 362 Tage (in Schaltjahren 363 Tage) bis zum Jahresende.
Um den 3. Januar (2.–4. Januar) befindet sich die Erde an ihrem sonnennächsten Punkt (Perihel).

## Ereignisse

### Politik und Weltgeschehen

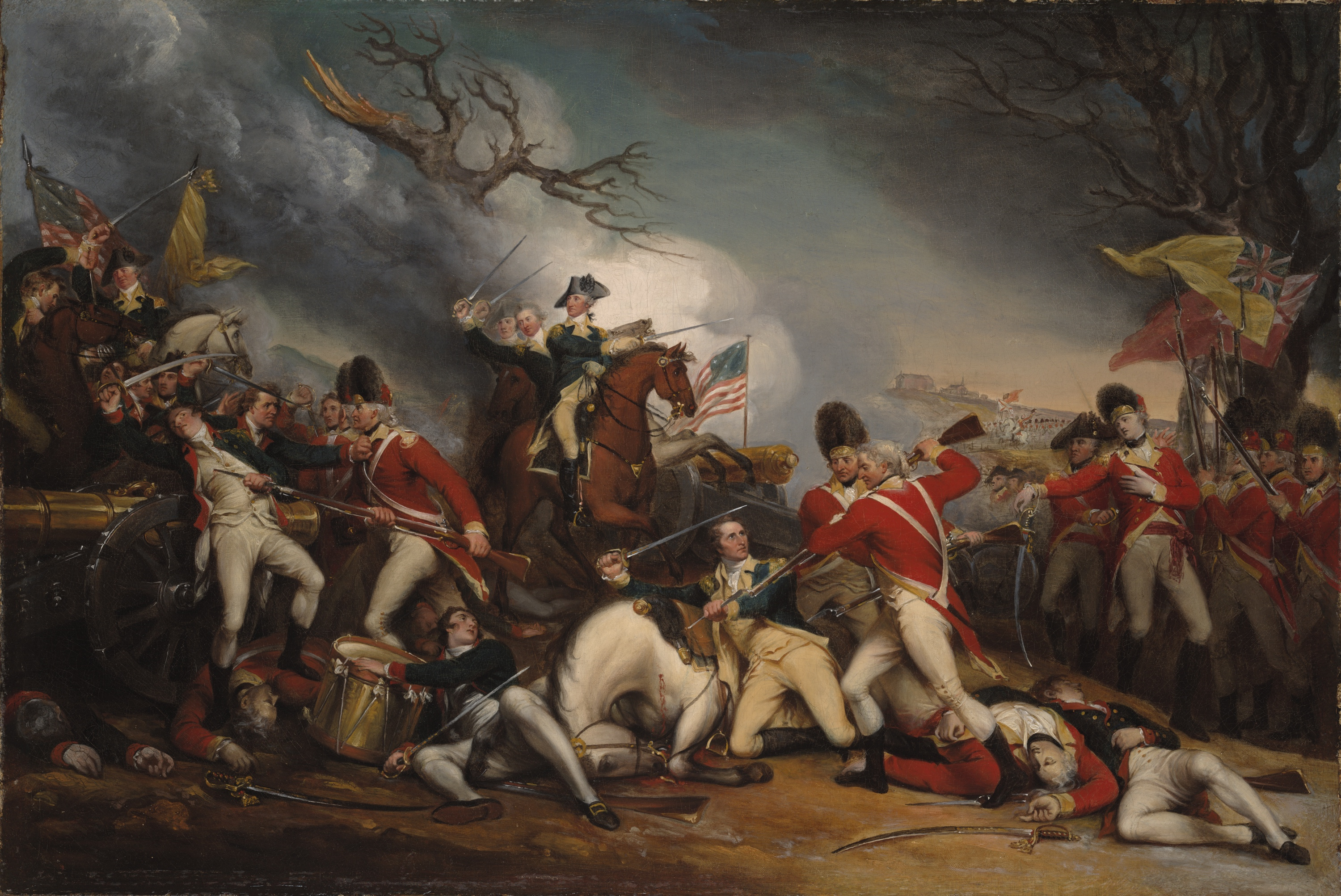
1777: Schlacht von Princeton

- 1777: Die Kontinentalarmee der Dreizehn Kolonien unter General George Washington besiegt im Amerikanischen Unabhängigkeitskrieg britische und hessische Einheiten unter Charles Cornwallis in der Schlacht von Princeton.
- 1778: In der Wiener Konvention erreicht Joseph II. die Abtretung der Oberpfalz und Niederbayerns durch den neuen bayerischen Kurfürsten Karl Theodor von der Pfalz an Österreich im Tausch gegen Vorderösterreich und eine erhebliche Geldentschädigung. Der Widerstand anderer deutscher Fürsten unter Führung von Friedrich dem Großen führt zum Bayerischen Erbfolgekrieg.
- 1795: Russland und Österreich vereinbaren eine erneute Teilung Polens. Die dritte Teilung des Landes, mit der Polen von der Landkarte gelöscht wird, kommt mit dem Beitritt Preußens am 24. Oktober endgültig zustande.
- 1833: Großbritannien erhält durch Einrichten eines Flottenstützpunkts die Kontrolle über die Falklandinseln.
- 1848: Joseph Jenkins Roberts wird der erste Präsident des neu geschaffenen unabhängigen Staates Liberia.

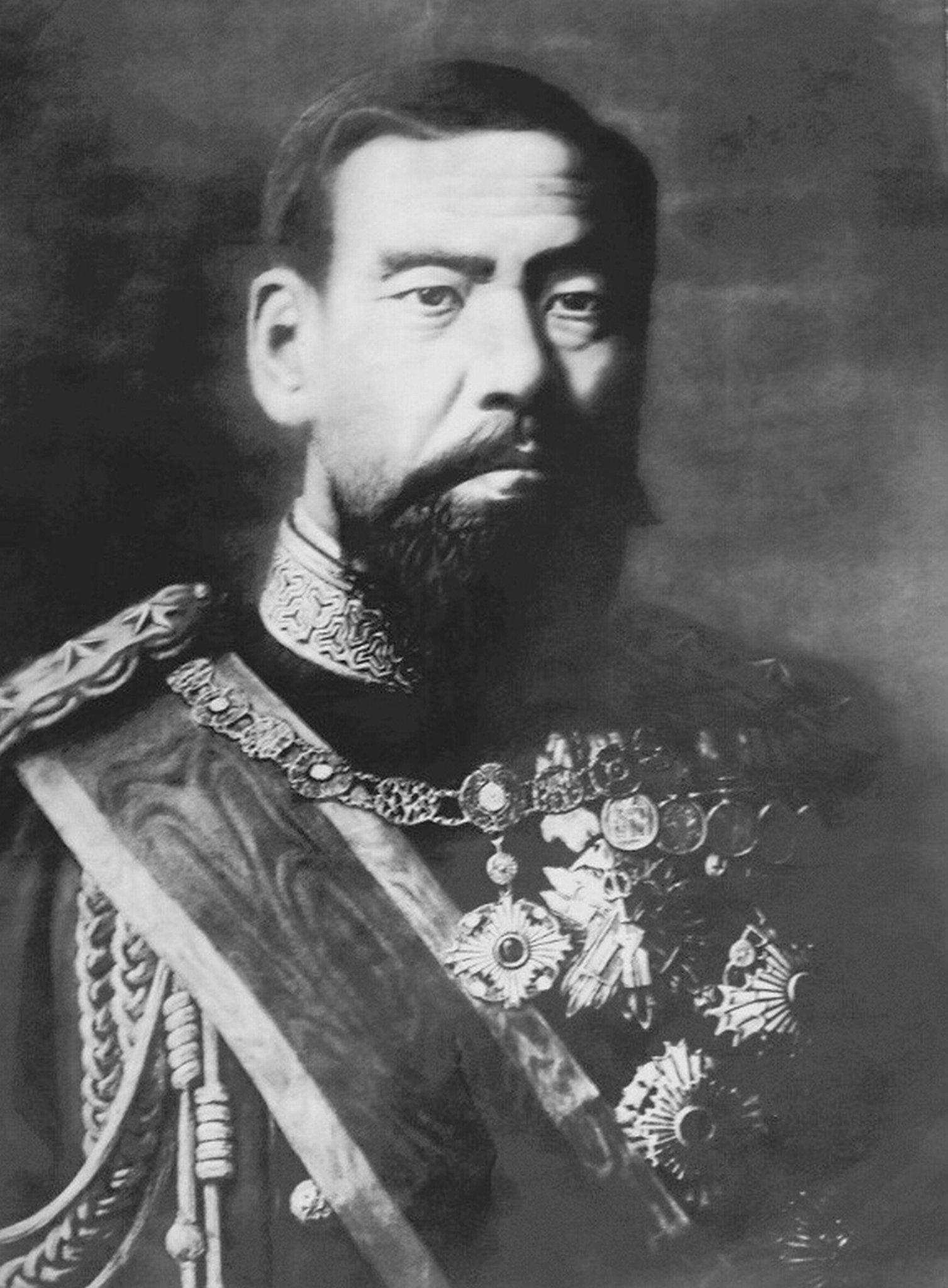
1868: Meiji-tennō

- 1868: Japans Kaiser Meiji erklärt in Japan die Wiederherstellung seiner eigenen Herrschaft und jene des Shōguns für beendet. Der zurückgetretene Shōgun Tokugawa Yoshinobu hält dies für illegal und beginnt in der Folge den Boshin-Krieg.
- 1871: Die Schlacht bei Bapaume im Deutsch-Französischen Krieg endet unentschieden. Die französische Armée du Nord zieht sich am Abend zurück.
- 1896: Der deutsche Kaiser Wilhelm II. sendet ein Glückwunschtelegramm an Paul Kruger, den Präsidenten Transvaals, nach dessen Sieg im Jameson Raid. Die gleichzeitige Veröffentlichung der Krüger-Depesche führt zu schweren Belastungen des deutsch-britischen Verhältnisses.
- 1925: Benito Mussolini übernimmt in einer Parlamentsrede die „volle moralische, politische und historische Verantwortung“ für den Mord an dem Sozialisten Giacomo Matteotti am 10. Juni des Vorjahres und fordert seine politischen Gegner auf, ihn anzuklagen.
- 1945: Das Komitee für unamerikanische Umtriebe wird zu einem ständigen Ausschuss des US-Repräsentantenhauses.
- 1958: Die Westindische Föderation wird als Zusammenschluss der früheren britischen Kolonien in der Karibik gegründet, die damit gleichzeitig unabhängig werden. Regierungssitz wird Port of Spain.

1959: Flagge Alaskas

- 1959: Mit dem Inkrafttreten des Alaska Statehood Act wird das bisherige Alaska-Territorium unter dem Namen Alaska als 49. Bundesstaat in die Vereinigten Staaten von Amerika aufgenommen. Die Territoriumshauptstadt Juneau ist auch die Hauptstadt des neu geschaffenen Staates.
- 1980: In Portugal löst der Sozialdemokrat Francisco Sá Carneiro die bislang einzige Ministerpräsidentin des Landes, Maria de Lourdes Pintasilgo, im Amt ab.
- 1990: Nachdem er sich elf Tage in der Botschaft des Vatikans versteckt gehalten hat, stellt sich Manuel Noriega, der ehemalige Machthaber in Panama, den US-amerikanischen Invasionstruppen.
- 1993: Der deutsche Vizekanzler und Bundeswirtschaftsminister Jürgen Möllemann tritt als Folge der Briefbogenaffäre zurück.

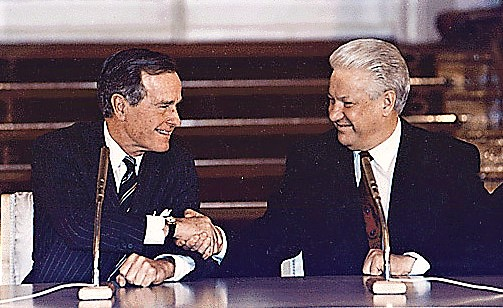
1993: George Bush und Boris Jelzin bei der Unterzeichnung des START-II-Vertrags

- 1993: In Moskau unterschreiben George H. W. Bush für die USA und Boris Jelzin für die Russische Föderation den START-II-Vertrag. Der Nachfolgevertrag von START I bezweckt die Deaktivierung aller landgestützten Interkontinentalraketen mit Mehrfachsprengköpfen.
- 2012: Christopher Loeak wird vom Parlament mit 21 zu 11 Stimmen zum sechsten Staatspräsidenten der Republik Marshallinseln gewählt.

### Wirtschaft

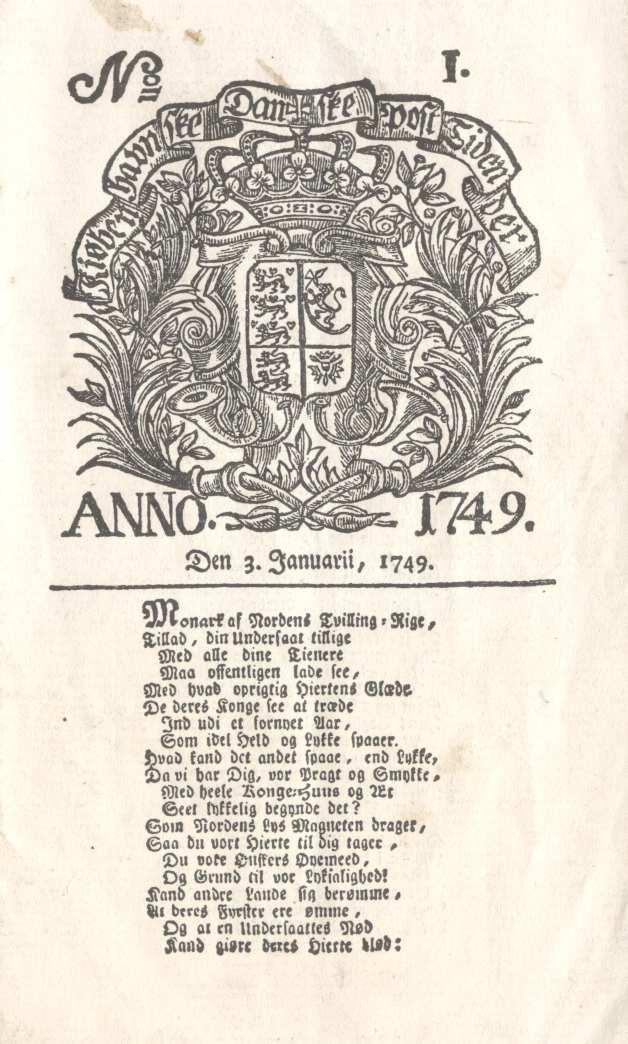
1749: Erstausgabe der Kjøbenhavnske Danske Post-Tidender

- 1749: In Kopenhagen erscheint die Kjøbenhavnske Danske Post-Tidender, der Vorläufer der heutigen dänischen Zeitung Berlingske.
- 1816: Die preußische Regierung verbietet das weitere Erscheinen des in Koblenz von Joseph Görres herausgegebenen Rheinischen Merkurs.
- 1834: Der Börsenverein der Deutschen Buchhändler gibt erstmals das Börsenblatt für den Deutschen Buchhandel heraus.
- 1871: Henry Bradley erhält ein US-Patent zur Herstellung von Margarine.
- 1957: Die US-amerikanische Hamilton Watch Company bietet die erste elektrisch angetriebene Armbanduhr Kunden zum Kauf an.
- 1980: Die Deutsche Bundespost führt für Ortsgespräche am Telefon den Acht-Minuten-Takt ein.

### Wissenschaft und Technik

1851: Foucault und die Funktionsweise des Foucaultschen Pendels

- 1851: Der französische Physiker Léon Foucault führt im Keller seines Hauses erstmals ein Experiment mit dem Foucaultschen Pendel durch, mit dem ihm der Nachweis der Erdrotation gelingt.
- 1888: Der 91-cm-Refraktor des Lick-Observatoriums am Gipfel des Mount Hamilton, Kalifornien, wird in Betrieb genommen. Es handelt sich zu diesem Zeitpunkt um das größte Fernrohr der Welt.
- 1956: Das Fernsehen der DDR nimmt unter dem Namen Deutscher Fernsehfunk seinen regulären Sendebetrieb auf.
- 1963: In Hannover wird erstmals das PAL-Farbfernsehsystem vorgestellt.
- 1983: Der erste Büro-Computer mit Maus, Lisa, wird von Apple vorgestellt.

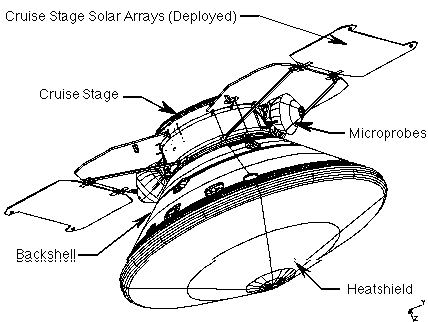
1999: Mars Polar Lander – Flugkonfiguration

- 1999: Die Raumsonde Mars Polar Lander der NASA mit den beiden Deep Space 2-Penetratoren Amundsen und Scott startet in Richtung Mars.
- 2009: Die Bitcoin-Blockchain wird von Satoshi Nakamoto mit der Schöpfung der ersten 50 Bitcoin gestartet.

### Kultur

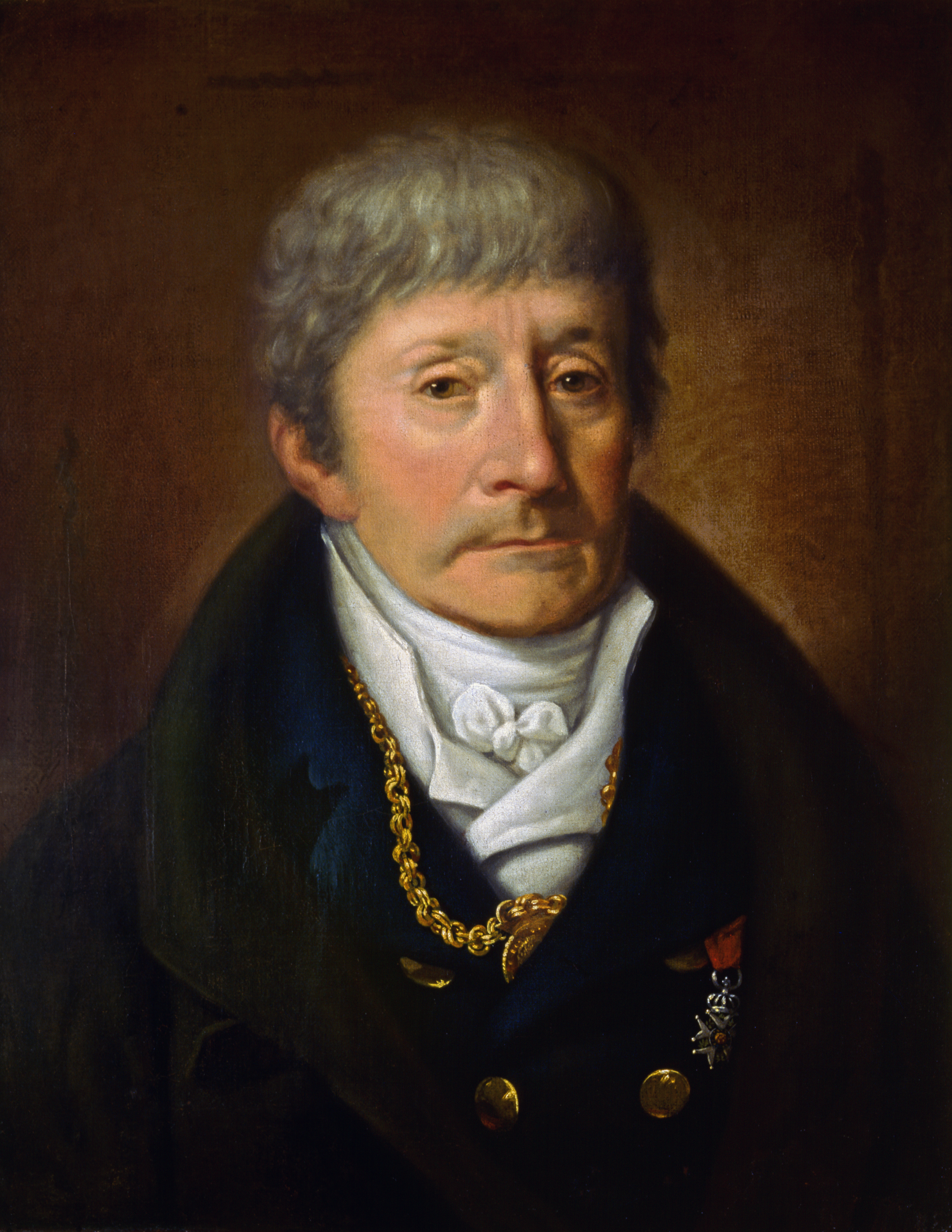
1799: Antonio Salieri

- 1799: Am Theater am Kärntnertor in Wien erfolgt die Uraufführung der Oper Falstaff ossia Le tre burle. Die Oper ist ein außerordentlicher Erfolg. Zahlreiche Nummern müssen wiederholt werden, der Komponist Antonio Salieri wird mehrfach vor den Vorhang geholt.
- 1814: In Stuttgart findet die Uraufführung der einaktigen Operette Die Nachtmütze des Propheten Elias von Conradin Kreutzer mit dem Text von August von Kotzebue statt.
- 1843: Am Théâtre-Italien in Paris erfolgt die Uraufführung der komischen Oper Don Pasquale von Gaetano Donizetti. Das Libretto stammt von Giovanni Domenico Ruffini.
- 1877: Am Carltheater in Wien wird die Operette Prinz Methusalem von Johann Strauss (Sohn) uraufgeführt.
- 1920: In der Berliner Schauburg wird der deutsche Stummfilm Sklaven fremden Willens, mit Lee Parry und Bela Lugosi in den Hauptrollen, uraufgeführt.
- 1941: In einem Rundschreiben Martin Bormanns wird die Verwendung der Fraktur als vermeintliche „Judenschrift“ für unerwünscht erklärt und die Antiqua zur Normal-Schrift im nationalsozialistischen Deutschen Reich erklärt.
- 1969: Das ZDF beginnt mit der Ausstrahlung der Fernsehserie Der Kommissar mit Erik Ode in der Titelrolle.
- 1987: Aretha Franklin wird als erste Frau in die Rock and Roll Hall of Fame aufgenommen.

### Gesellschaft
- 1980: Die durch ihr Buch Born Free über die Aufzucht der Löwin „Elsa“ bekannt gewordene britisch-österreichische Naturforscherin und Schriftstellerin Joy Adamson wird in Kenia bei einer Abendwanderung durch einen ehemaligen Angestellten ermordet.

### Religion
- 0936: Leo VII. wird auf Weisung Fürst Alberichs II. zum Papst gewählt.

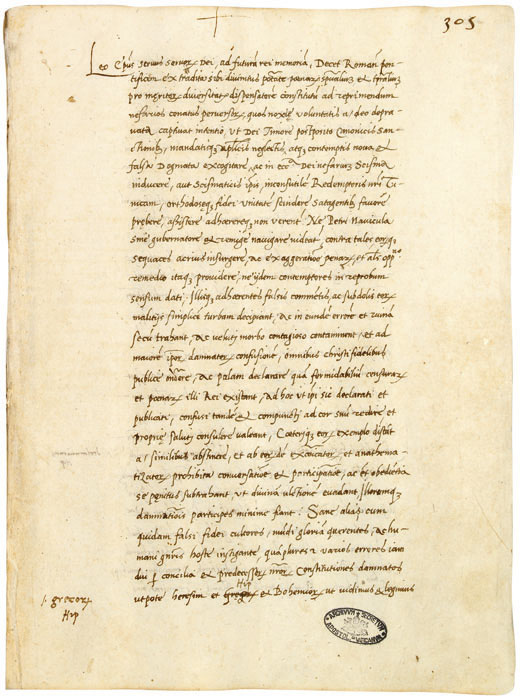
1521: Decet Romanum Pontificem

- 1521: Papst Leo X. erlässt die Päpstliche Bulle Decet Romanum Pontificem, mit der er den deutschen Reformator Martin Luther exkommuniziert, nachdem dieser der Aufforderung zum Widerruf seiner Lehren in der Bulle Exsurge Domine nicht nachgekommen ist.
- 1857: Der Pariser Erzbischof Auguste Sibour wird in der Pfarrkirche St-Étienne-du-Mont vom Priester Jean-Louis Verger ermordet. Nach seiner Kritik am Dogma der Unbefleckten Empfängnis war der Täter in der Zeit davor seines Amtes enthoben worden.
- 1941: Marcial Maciel gründet die Kongregation Legionäre Christi in Mexiko-Stadt.
- 1962: Der kubanische Staatschef Fidel Castro wird von Papst Johannes XXIII. exkommuniziert.

### Katastrophen
- 1117: Ein schweres Erdbeben ereignet sich bei Verona und sucht Oberitalien heim. Das Erdbeben von Verona beschädigt unter anderem die Arena von Verona schwer, ihre Außenmauer wird teilweise zerstört.
- 1934: Bei einer Kohlenstaubexplosion auf der Zeche Nelson III im böhmischen Ossegg sterben 142 Bergleute.

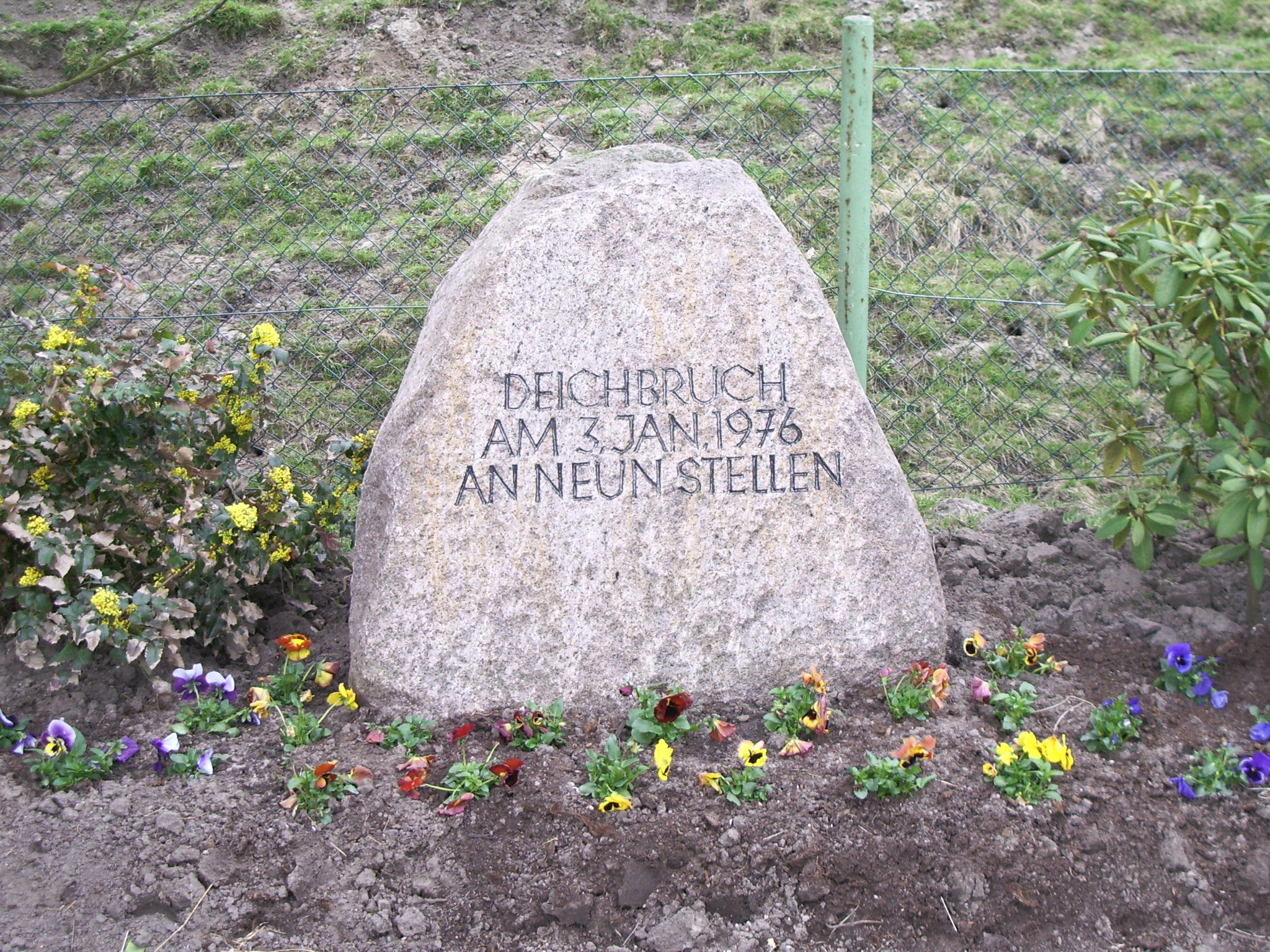
Gedenkstein an die Flut 1976

- 1976: Bei der bislang höchsten Sturmflut an der deutschen Nordseeküste wird die Haseldorfer Marsch überflutet. Es entsteht ein Schaden in dreistelliger Millionenhöhe.
- 1979: Vorläufiges Ende der Schneekatastrophe 1978/1979.
- 1994: Eine Tupolew Tu-154 der Baikal Air stürzt kurz nach dem Start von Irkutsk in Russland Richtung Moskau wegen Triebwerksproblemen ab. Alle 125 Menschen an Bord und einer am Boden sterben.
- 2004: Beim Flash-Airlines-Flug 604 stürzt eine ägyptische Passagiermaschine vom Typ Boeing 737 ins Rote Meer. Alle 148 Personen an Bord kommen ums Leben.

Kleinere Unglücksfälle sind in den Unterartikeln von Katastrophe und in der Liste von Katastrophen aufgeführt.

### Natur und Umwelt

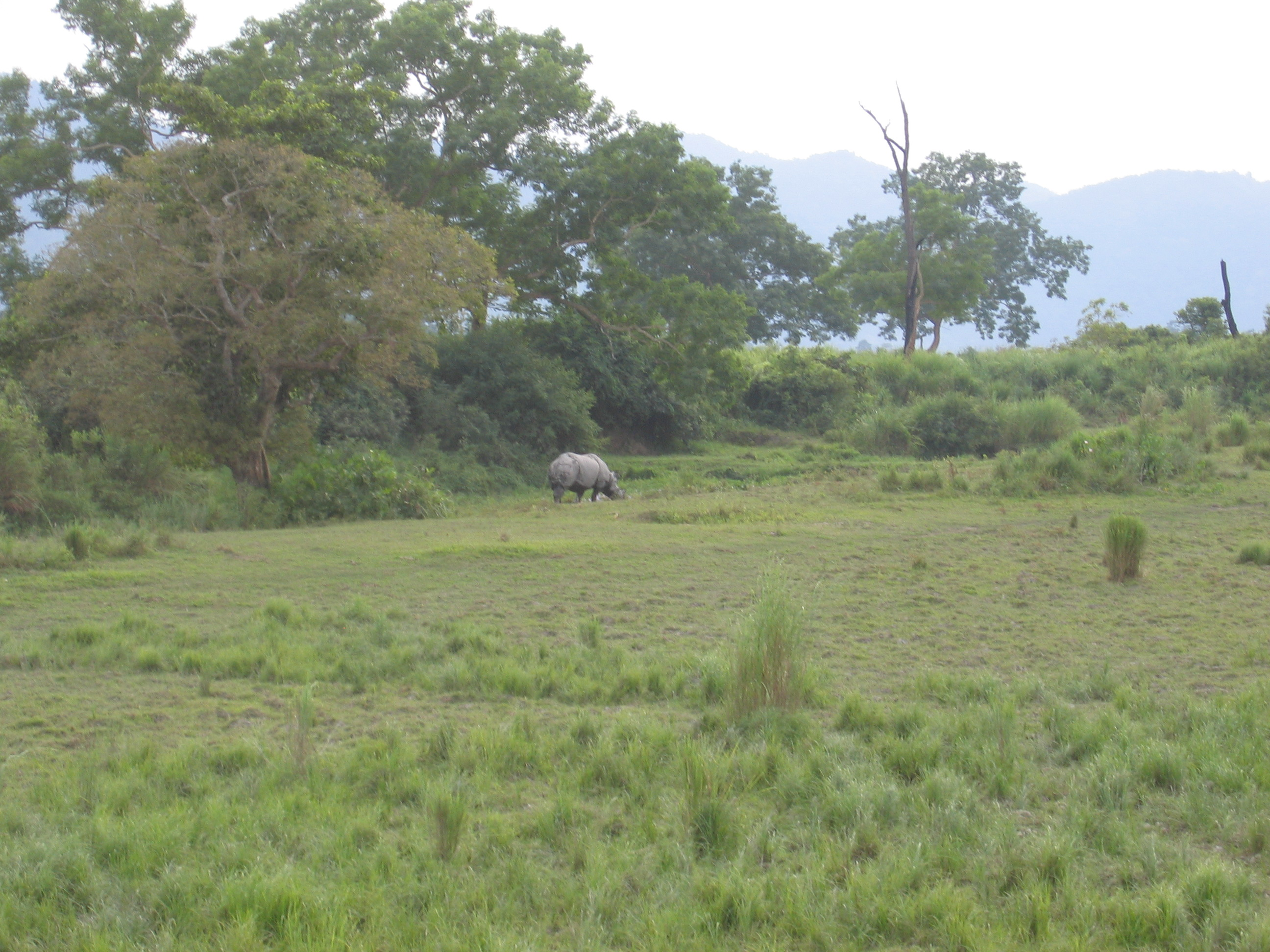
1908: Kaziranga-Nationalpark

- 1908: Das Gebiet des Kaziranga in Assam, Indien, wird als Nationalpark unter Schutz gestellt. Es gehört heute zum UNESCO-Welterbe.

### Sport
Einträge von Leichtathletik-Weltrekorden befinden sich unter der jeweiligen Disziplin unter Leichtathletik.

## Geboren

### Vor dem 18. Jahrhundert

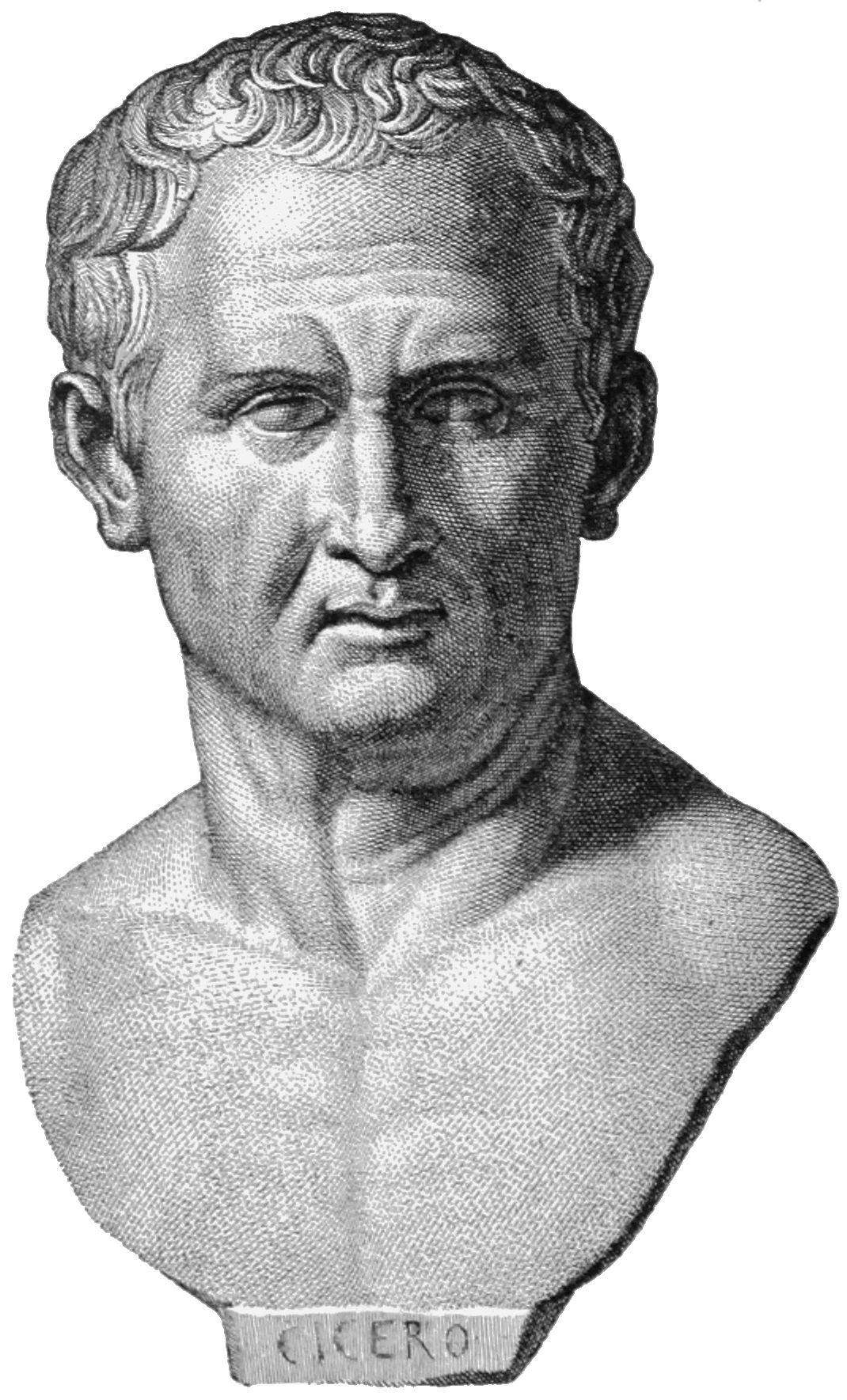
Cicero (* 106 v. Chr.)

- 0106 v. Chr.: Marcus Tullius Cicero, römischer Staatsmann, Redner und Schriftsteller
- 1196: Tsuchimikado, Kaiser von Japan
- 1307: Otto IV., Herzog von Niederbayern
- 1464: Johannes Varnbüler, Bürgermeister von Lindau
- 1504: Gian Girolamo Albani, Kardinal der römisch-katholischen Kirche
- 1518: Hermann von Weinsberg, Kölner Ratsherr und Schriftsteller
- 1530: David Peifer, kursächsischer Kanzler
- 1548: Jacob Fransz de Witt, Dordrechter Patrizier und Regent
- 1586: Wilhelm, Landgraf von Leuchtenberg
- 1590: Johannes Fischer, deutscher Pädagoge und Jurist
- 1591: Valentin de Boulogne, französischer Maler
- 1602: Michael Ludovici, deutscher lutherischer Theologe
- 1604: Jacob Balde, deutscher Jesuit und Dichter
- 1606: Daniel von Plessen, deutscher Verwaltungsbeamter, Landrat von Mecklenburg
- 1611: James Harrington, englischer Philosoph
- 1616: Caspar Aman, Hofkontrollor am kaiserlichen Hof in Wien
- 1628: Alvise Mocenigo II., Doge von Venedig
- 1639: Eleonore d’Olbreuse, Herzogin von Braunschweig-Lüneburg-Celle
- 1642: Diego Morcillo Rubio de Auñón, spanischer Geistlicher, Vizekönig von Peru, Erzbischof von Lima
- 1657: Domenico Pelli, Schweizer Architekt und Bauunternehmer
- 1666: Johann Christoph Egedacher, Salzburger Orgelbauer
- 1676: Johannes Steuchius, schwedischer lutherischer Theologe und Erzbischof von Uppsala
- 1680: Johann Baptist Zimmermann, deutscher Maler und Stuckateur des Barock
- 1695: Franz Ulrich Ries, deutscher evangelischer Theologe und Hochschullehrer
- 1698: Pietro Metastasio, italienischer Dichter und Librettist

### 18. Jahrhundert
- 1701: Johann Konrad Spörl, deutscher evangelischer Theologe
- 1703: Detloff Hauenschildt, schwedischer Generalmajor
- 1710: Richard Gridley, britisch-US-amerikanischer Militäringenieur
- 1719: Friedrich Karl Joseph von Erthal, Erzbischof von Mainz
- 1724: Franz Singer, österreichischer Baumeister
- 1728: Johann Georg Büsch, deutscher Pädagoge und Publizist
- 1731: Georg Besenbeck, deutscher Geistlicher und Pädagoge
- 1731: Friedrich Zacharias Saltzmann, königlicher Hofgärtner in Sanssouci
- 1737: Heinrich Wilhelm von Gerstenberg, deutscher Schriftsteller und Dichter

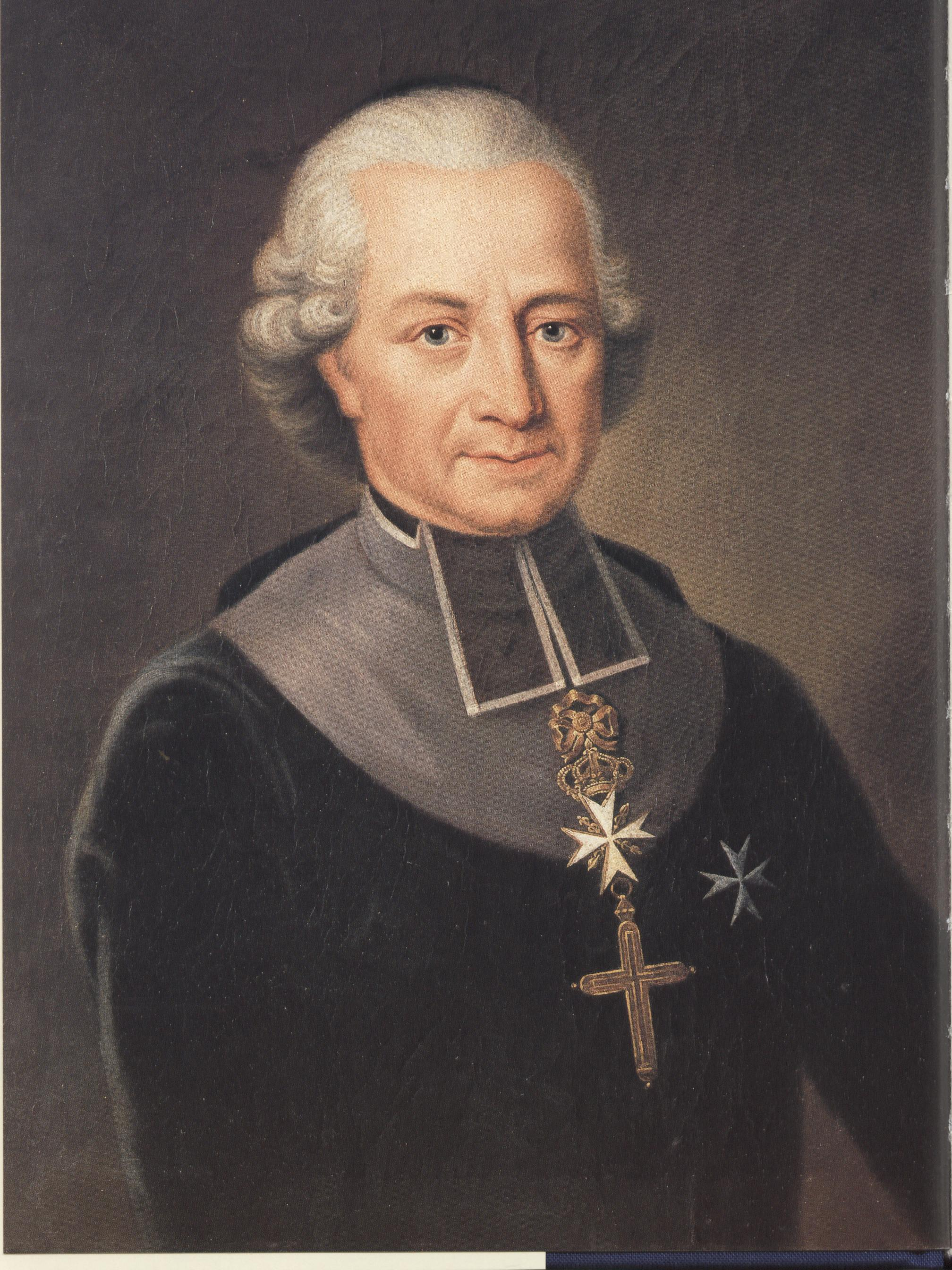
Johann Casimir Häffelin (* 1737)

- 1737: Johann Casimir Häffelin, bayerischer Diplomat
- 1739: Karl Wilhelm Hennert, deutscher Forstmann
- 1742: Jean-Baptiste Treilhard, französischer Politiker, Mitglied des Direktoriums
- 1743: Joseph-Benoît Suvée, flämischer Maler
- 1745: Ludwig, Fürst von Nassau-Saarbrücken
- 1750: Helene von Breuning, Bonner Adelige, Förderin von Ludwig van Beethoven
- 1752: Johannes von Müller, Schweizer Historiker
- 1753: Christoph Nathe, deutscher Miniaturmaler, Aquarellist und Radierer
- 1754: Daniel Rogers, US-amerikanischer Politiker, Gouverneur von Delaware
- 1756: Jérôme Pétion de Villeneuve, französischer Revolutionär, Präsident der Nationalversammlung
- 1757: Johann Abraham Sixt, deutscher Komponist
- 1760: Niklaus Rudolf von Wattenwyl, Schweizer General
- 1763: Joseph Fesch, französischer Kardinal, Erzbischof von Lyon
- 1774: Juan Aldama, mexikanischer Aufständischer und Revolutionär
- 1775: Melchior Kirchhofer, Schweizer Pfarrer und Kirchenhistoriker
- 1775: Johann Wilhelm Süvern, deutscher Lehrer und Politiker
- 1777: Elisa Bonaparte, Schwester von Napoleon Bonaparte
- 1777: Louis Poinsot, französischer Mathematiker
- 1778: Carl Philipp Heinrich Pistor, preußischer Beamter und Erfinder
- 1779: Gustav Philipp Zwinger, deutscher Maler, Radierer und Lithograf
- 1780: Johann Christian Woyzeck, deutscher Soldat, Vorlage für Georg Büchners Drama Woyzeck
- 1781: Johann Georg Fellinger, österreichischer Offizier und Schriftsteller
- 1782: El Pípila, mexikanischer Minenarbeiter, Nationalheld
- 1786: Friedrich Schneider, deutscher Komponist, Organist und Kapellmeister
- 1787: Old Bill Williams, US-amerikanischer Mountain Man und Pionier
- 1788: Enne Heeren Dirksen, deutscher Hochschullehrer
- 1788: Otto von Erxleben, deutscher Offizier und Gutsbesitzer
- 1788: Joseph Pletz, österreichischer Geistlicher, Pädagoge und Autor
- 1789: Carl Gustav Carus, deutscher Naturwissenschaftler und Maler
- 1792: Peter Stenger, Bierbrauer und Unternehmer
- 1793: Bartolomeo Bosco, italienischer Zauberkünstler

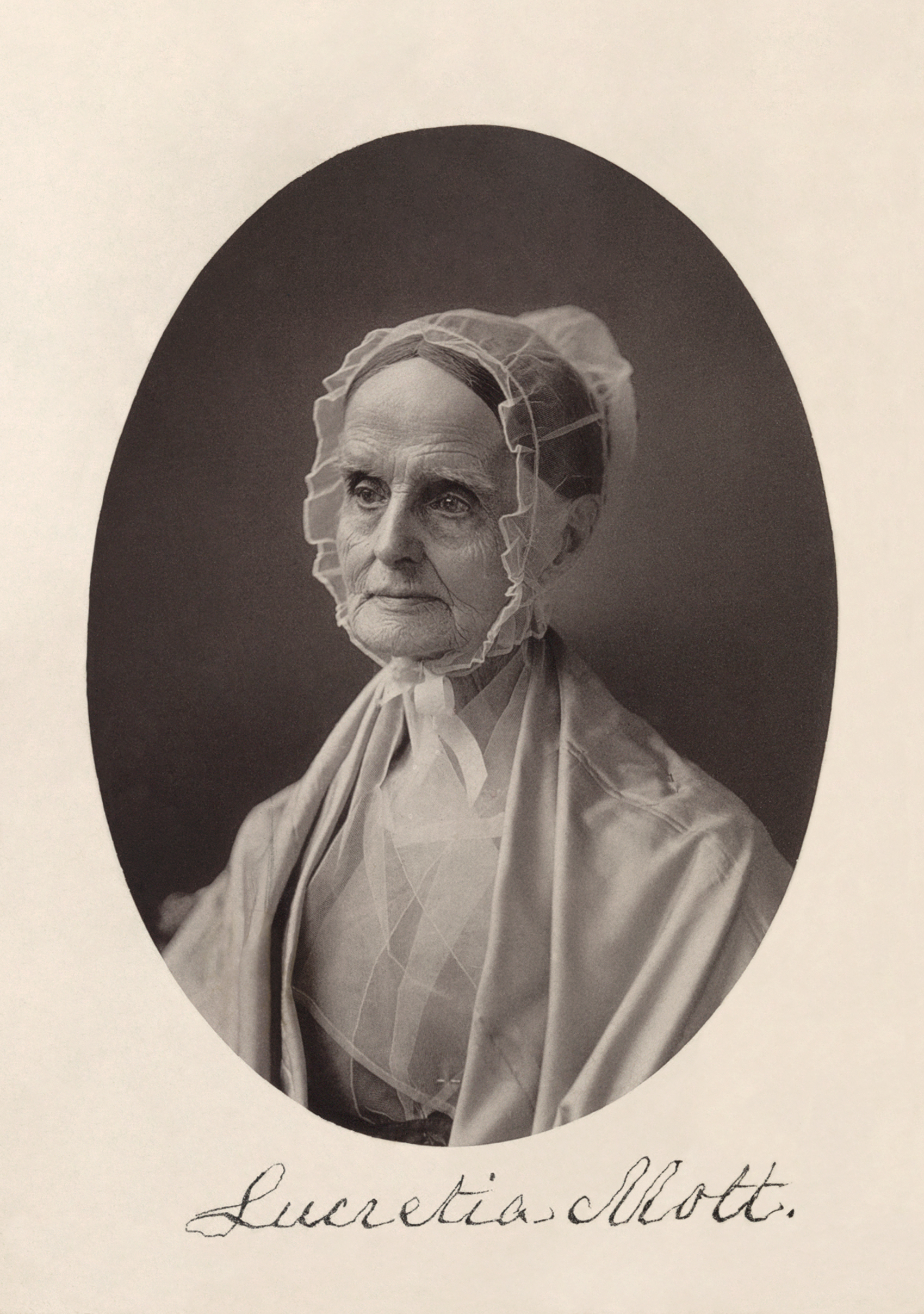
Lucretia Mott (* 1793)

- 1793: Lucretia Mott, US-amerikanische Frauenrechtlerin

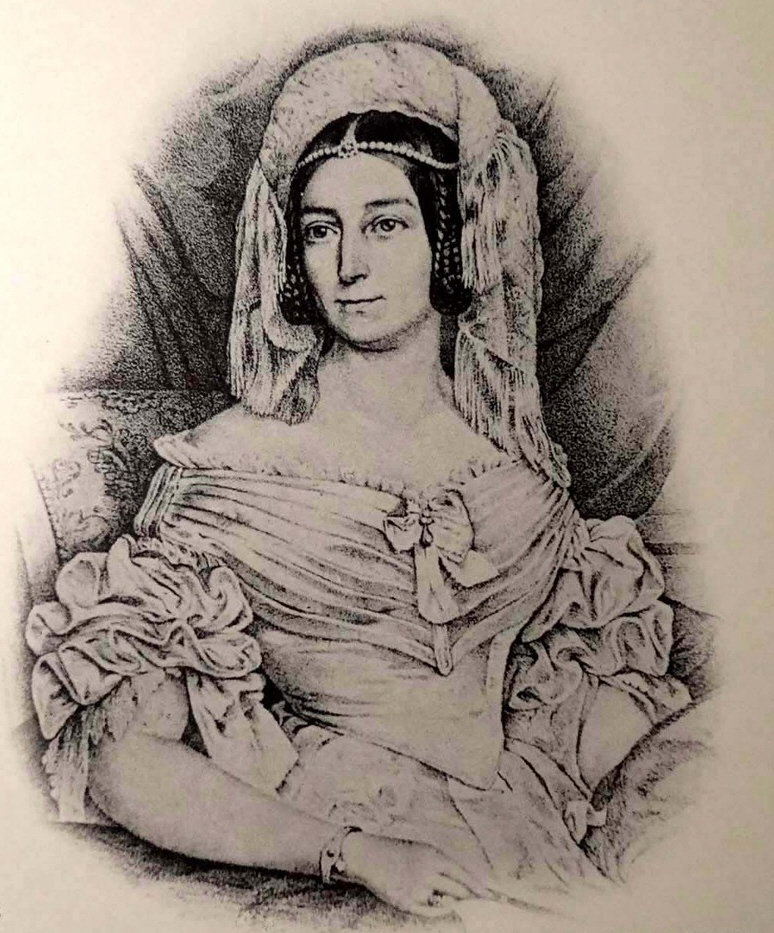
Antoinette Murat (* 1793)

- 1793: Antoinette Murat, Fürstin von Hohenzollern-Sigmaringen
- 1794: Jean Louis Joseph Lebeau, belgischer Staatsmann
- 1800: Wilhelm Schumacher, deutscher Schriftsteller und Zeitungsverleger

### 19. Jahrhundert

#### 1801–1850
- 1801: Johann Nikolaus von Wilmowsky, deutscher Domkapitular, Archäologe und Historiker

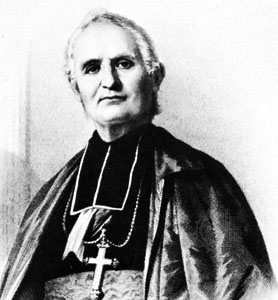
Félix Dupanloup (* 1802)

- 1802: Félix Dupanloup, französischer Geistlicher, Bischof von Orléans
- 1802: Friedrich Reuter, deutscher Forstmann
- 1803: Rudolph Hering, deutscher Bergbeamter
- 1803: Douglas William Jerrold, englischer Dramatiker und Erzähler
- 1804: Friedrich Wilhelm Schultz, deutscher Botaniker
- 1805: Ludwig Dindorf, deutscher Altphilologe
- 1806: Henriette Sontag, deutsche Opernsängerin (Koloratursopran)
- 1807: Wilhelm Pape, deutscher Altphilologe und Lexikograf
- 1809: Moritz Bauschke, deutscher Schriftsteller, Verleger, Buchhändler und Publizist
- 1810: Antoine Thomson d’Abbadie, französischer Forschungsreisender
- 1811: Franz von Rinecker, deutscher Arzt
- 1812: Elisha M. Pease, US-amerikanischer Jurist und Politiker, Gouverneur von Texas
- 1816: Benjamin Eggleston, US-amerikanischer Politiker, Mitglied des Repräsentantenhauses
- 1816: Johann Gustav Schweikert, deutscher Mediziner und Homöopath
- 1817: Thomas E. Bramlette, US-amerikanischer Jurist, Politiker und Offizier, Gouverneur von Kentucky
- 1817: Theodosius Harnack, deutscher Theologe
- 1818: Fritz Anneke, deutscher Revolutionär, preußischer und US-amerikanischer Offizier

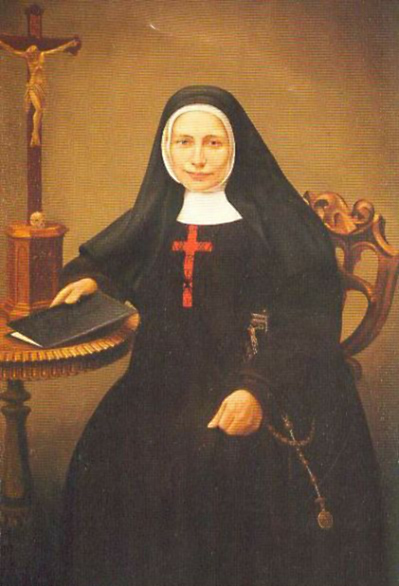
Franziska Schervier (* 1819)

- 1819: Franziska Schervier, deutsche Ordensschwester, Gründerin der Armen-Schwestern vom heiligen Franziskus
- 1819: Charles Piazzi Smyth, schottischer Astronom und Esoteriker
- 1819: Thomas Hill Watts, US-amerikanischer Jurist und Politiker, Justizminister der Konföderation, Gouverneur von Alabama
- 1821: Cesare Bonelli, italienischer General und Politiker, Kriegsminister
- 1822: Theodat Troxler, schweizerisch-argentinischer Mediziner und Politiker
- 1823: Johann Bernhard Jacob Behrends, deutscher Mediziner
- 1823: Jacques-Nicolas Lemmens, belgischer Organist und Komponist
- 1823: Heinrich Gustav Reichenbach, deutscher Botaniker
- 1823: Robert Whitehead, britischer Ingenieur und Konstrukteur
- 1824: Friedrich Carl Mayer, deutscher Maler
- 1827: Michel Rodange, luxemburgischer Schriftsteller
- 1829: August Blaas, deutscher Kommunalpolitiker

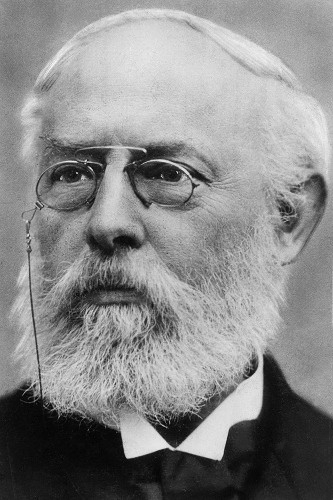
Konrad Duden (* 1829)

- 1829: Konrad Duden, deutscher Philologe, Herausgeber des ersten Rechtschreibwörterbuchs
- 1831: Adolf Mützelburg, deutscher Schriftsteller
- 1831: Savitribai Phule, indische Sozialreformerin, Dichterin und Bildungspionierin
- 1835: Ernst von Zitzewitz, preußischer Oberst, Gutsbesitzer und Politiker, MdL
- 1836: Oscar Bardi de Fourtou, französischer Politiker, Minister
- 1836: Sakamoto Ryōma, japanischer Samurai
- 1840: Ludwig von Arco-Zinneberg, deutscher Vereinsfunktionär und Politiker
- 1840: Damian de Veuster, belgischer Geistlicher und Missionar, Heiliger der katholischen Kirche
- 1845: Dominik Avanzo, deutsch-österreichischer Architekt
- 1846: Saturnin Arloing, französischer Tierarzt, Infektiologe und Hochschullehrer

#### 1851–1900
- 1853: Marie Arnsburg, österreichische Malerin
- 1853: Sophie Elkan, schwedische Schriftstellerin
- 1853: Iwan Knorr, deutscher Komponist und Musikpädagoge
- 1854: Johann Jakob Hauser, Schweizer Landwirt, Journalist und Agrarpolitiker
- 1856: Clara Anhuth, deutsche Schriftstellerin und Bibliothekarin
- 1857: Emma Ihrer, deutsche Politikerin, Gewerkschafterin und Zeitungsherausgeberin
- 1858: Richard Franck, deutscher Komponist und Pianist
- 1858: Léon Ringuet, kanadischer Organist, Dirigent und Komponist
- 1858: Konrad Sturmhoefel, deutscher Historiker
- 1861: Ernest Renshaw, britischer Tennisspieler
- 1861: William Renshaw, britischer Tennisspieler
- 1862: Charles L. Burrill, US-amerikanischer Politiker
- 1862: Max Littmann, deutscher Architekt
- 1862: Heinrich August Meißner, deutscher Ingenieur und Eisenbahnbauer
- 1862: Matthew Nathan, britischer Offizier und Kolonialbeamter, Gouverneur der Goldküste sowie von Hongkong, Natal und Queensland
- 1867: Carl Arp, deutscher Landschaftsmaler
- 1867: Elsa Asenijeff, österreichische Schriftstellerin
- 1867: Erland Koch, deutscher Sportschütze, Olympiamedaillengewinner
- 1868: Heinrich Brauns, deutscher Politiker und Theologe, Mitglied der Weimarer Nationalversammlung, MdR, Reichsminister
- 1869: Fritz Berolzheimer, deutscher Rechts- und Wirtschaftsphilosoph
- 1869: Leo Feist, US-amerikanischer Musikverleger
- 1869: Charles Levadé, französischer Komponist

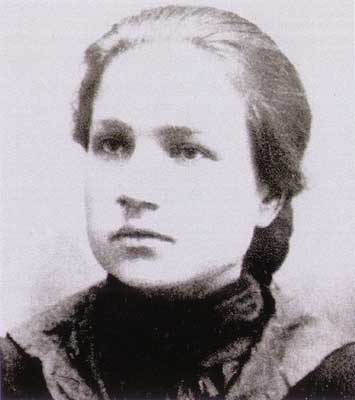
Marija Wetrowa (* 1870)

- 1870: Marija Fedosjewna Wetrowa, russische Narodowolzin
- 1870: Henry Handel Richardson, australische Schriftstellerin
- 1871: Max Kaempfert, Schweizer Komponist und Dirigent
- 1871: Nándor Láng, ungarischer Archäologe, Historiker und Klassischer Philologe
- 1871: Octave Salzard, französischer Turner
- 1872: Georg Wrba, deutscher Bildhauer und Grafiker
- 1873: Joseph Ambühl, Schweizer Geistlicher, Bischof von Basel
- 1873: Anna Nemitz, deutsche Politikerin (SPD), MdR, MdA
- 1874: Valentin Keel, Schweizer Politiker
- 1874: Francis Newton, US-amerikanischer Golfer

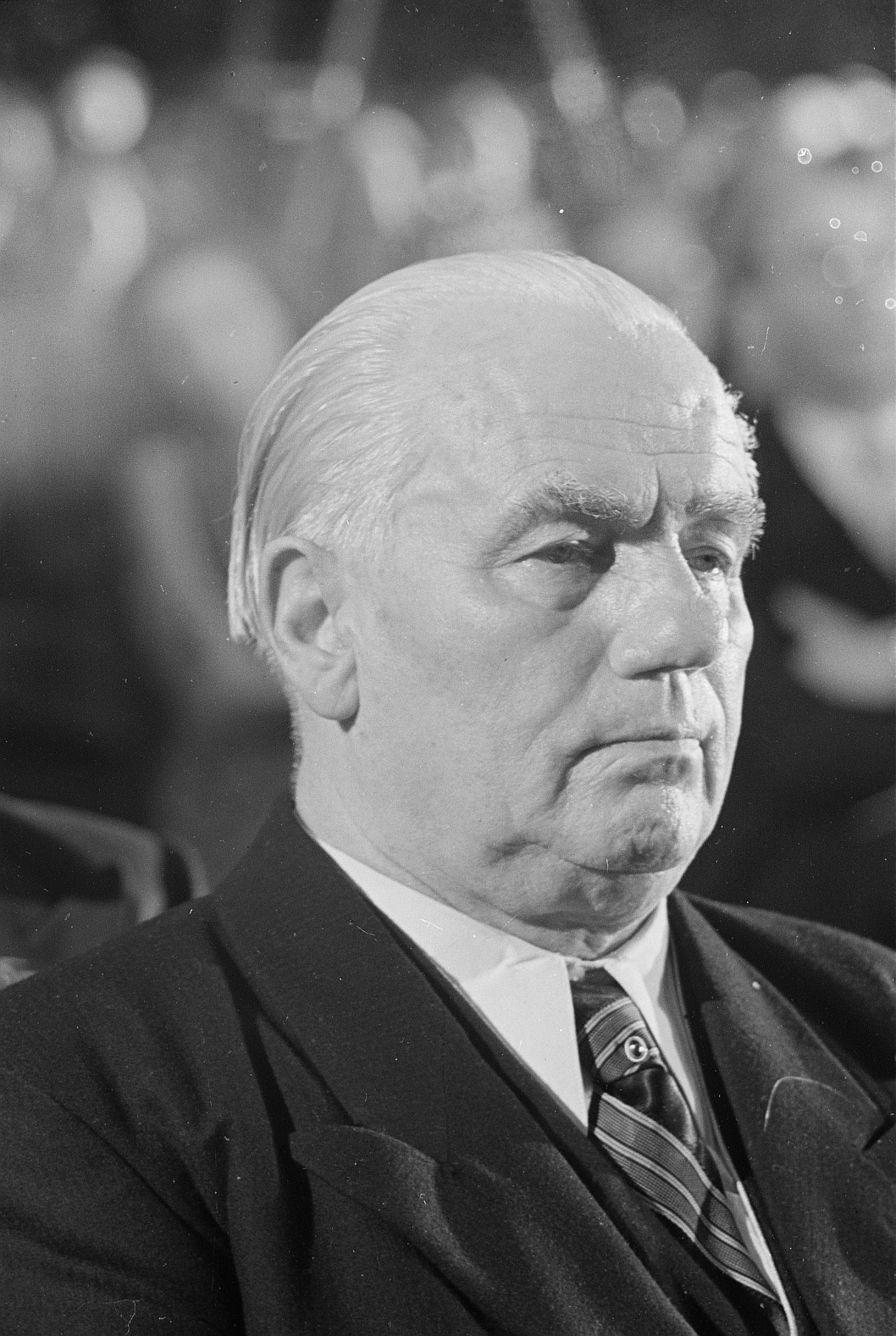
Wilhelm Pieck (* 1876)

- 1876: Wilhelm Pieck, deutscher Politiker, MdL, MdR, Präsident der DDR
- 1878: Max Deri, österreichischer Kunsthistoriker, Kunstkritiker und Psychologe
- 1878: Hugo Chanoch Fuchs, deutscher Rabbiner und jüdischer Historiker
- 1879: Lina Abarbanell, deutsche Sopranistin und Schauspielerin
- 1879: Grace Coolidge, US-amerikanische First Lady
- 1880: Romanus Bange, deutscher Geistlicher, Franziskaner
- 1880: Alim Khan, letzter Emir von Buchara
- 1881: Paul Assmann, deutscher Geologe und Paläontologe
- 1882: Ferdinand Lentjes, deutscher Ingenieur und Unternehmer
- 1883: Clement Attlee, britischer Politiker, Minister, Premierminister
- 1883: Sylvie, französische Schauspielerin
- 1884: Kurt Johnen, deutscher Pianist, Musikpädagoge und Musikschriftsteller
- 1884: Rudolf Koppitz, österreichischer Fotograf
- 1885: Ernest Haley, britischer Leichtathlet
- 1885: Raoul Koczalski, polnischer Pianist und Komponist
- 1886: Grigori Nikolajewitsch Neuimin, russischer Astronom
- 1887: Nicolás Fasolino, argentinischer Geistlicher, Erzbischof von Santa Fe, Kardinal
- 1887: August Macke, deutscher Maler
- 1887: Harriet Ellen Siderovna von Rathlef-Keilmann, deutsch-baltische Bildhauerin
- 1888: Arthur Berry, englischer Fußballspieler
- 1888: George B. Seitz, US-amerikanischer Filmregisseur
- 1890: Bruno Kastner, deutscher Schauspieler
- 1890: Joachim von Kortzfleisch, deutscher Offizier
- 1891: Fritz Angerstein, deutscher Massenmörder
- 1891: Albert Bächtold, Schweizer Schriftsteller
- 1891: Alfred Brinckmann, deutscher Schachspieler und -autor
- 1891: Max Götze, deutscher Krimineller
- 1892: Zoltán Blum, ungarischer Fußballspieler und -trainer
- 1892: Herman Johannes Lam, niederländischer Botaniker
- 1892: J. R. R. Tolkien, britischer Schriftsteller und Philologe
- 1893: Pierre Drieu la Rochelle, französischer Schriftsteller
- 1893: Heinrich Träg, deutscher Fußballspieler
- 1893: Rudy Wiedoeft, US-amerikanischer Saxofonist
- 1894: Benito Canónico, venezolanischer Komponist
- 1895: Borys Ljatoschynskyj, ukrainischer Komponist
- 1896: Änne Meier, deutsche Volksschullehrerin, Fürsorgerin und ein KZ-Häftling
- 1897: Dorothy Arzner, US-amerikanische Regisseurin
- 1897: Marion Davies, US-amerikanische Schauspielerin
- 1897: Arthur Hübscher, deutscher Philosoph, Kulturwissenschaftler und Philologe
- 1897: Pola Negri, polnisch-US-amerikanische Schauspielerin und Stummfilmstar
- 1897: Carlos Keller Rueff, deutsch-chilenischer Journalist und Schriftsteller
- 1898: Charles E. Ackerly, US-amerikanischer Ringer, Olympiasieger
- 1898: John Loder, britisch-US-amerikanischer Schauspieler
- 1898: Luís Carlos Prestes, brasilianischer Politiker, Generalsekretär der Kommunistischen Partei Brasiliens
- 1898: Josef de Vries, deutscher Jesuit und Philosoph
- 1899: Wilhelm Bluhm, deutscher SS-Angehöriger und Polizeibeamter

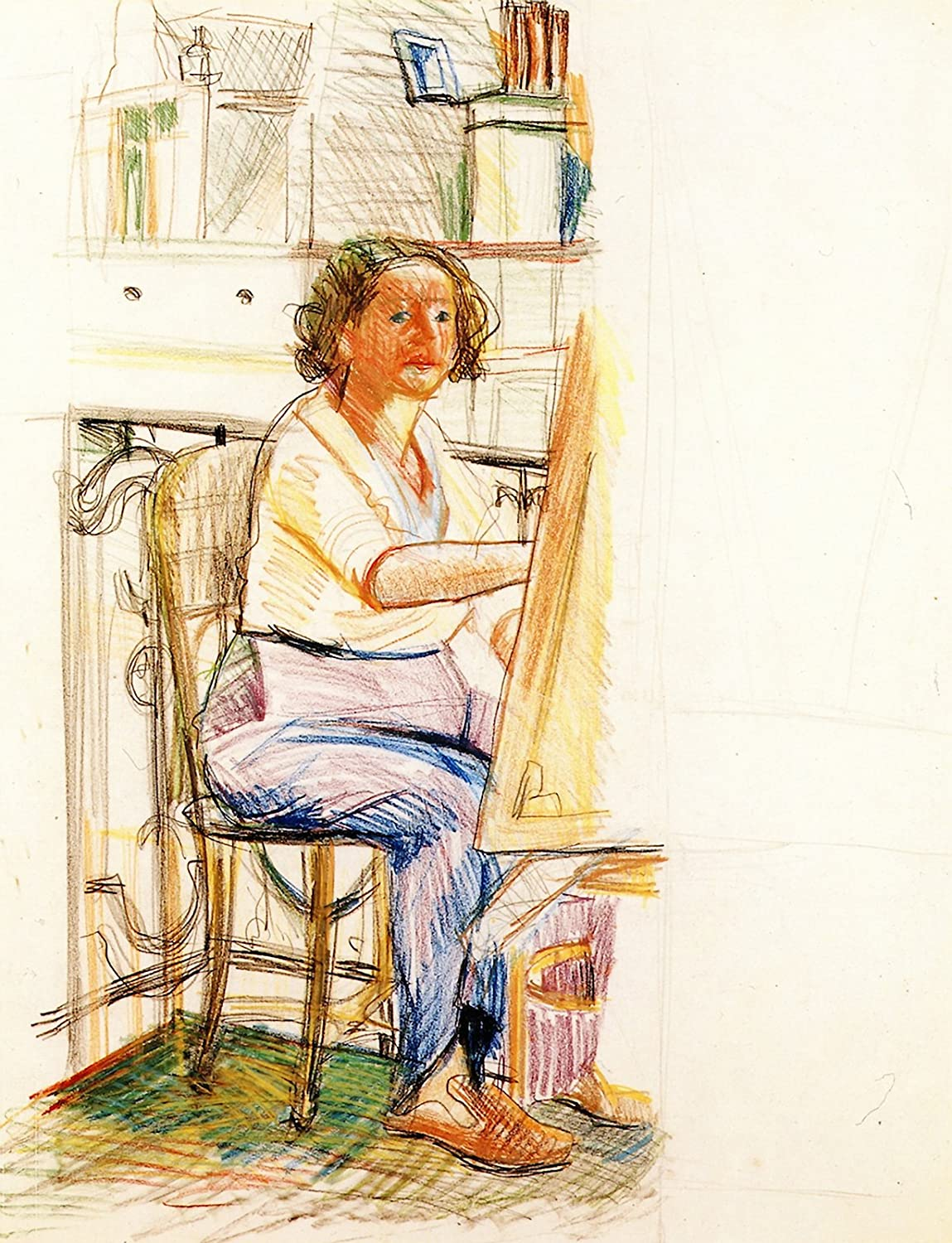
Felka Platek (* 1899)

- 1899: Felka Platek, polnische Malerin und NS-Opfer
- 1899: Adolf Ziegler, deutscher Schauspieler
- 1900: Maurice Jaubert, französischer Komponist

### 20. Jahrhundert

#### 1901–1925

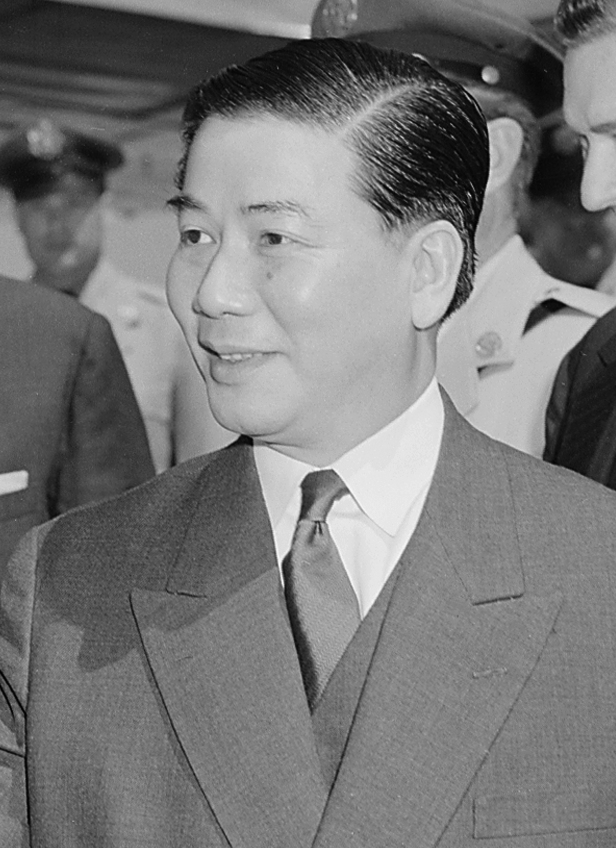
Ngô Đình Diệm (* 1901)

- 1901: Ngô Đình Diệm, vietnamesischer Politiker, Minister, erster Präsident von Südvietnam
- 1901: George W. F. Hallgarten, US-amerikanischer Historiker
- 1901: Hans Sattler, deutscher Komponist, Musiker und Autor
- 1901: Josef Schoiswohl, österreichischer Geistlicher, Bischof von Eisenstadt und Graz-Seckau
- 1901: Eric Voegelin, deutsch-US-amerikanischer Politologe und Philosoph
- 1902: Mario Agustoni, Schweizer Jurist und Politiker, Nationalrat
- 1904: Trude Bechmann, österreichische Schauspielerin
- 1904: Izydora Dąmbska,  polnische Philosophin, Erkenntnistheoretikerin, Übersetzerin und Hochschullehrerin
- 1904: Caro Lamoureux, kanadische Sängerin
- 1905: Dante Giacosa, italienischer Automobildesigner
- 1905: Ray Milland, britischer Film- und Fernsehschauspieler
- 1905: Anna May Wong, chinesisch-amerikanische Filmschauspielerin
- 1906: Lothar König, deutscher Geistlicher, Jesuit, Widerstandskämpfer gegen den Nationalsozialismus
- 1906: William Wilson Morgan, US-amerikanischer Astronom
- 1907: Josef Spacil, deutscher Angehöriger der SS und Waffen-SS, Wirtschaftsfunktionär
- 1908: Lizzi Holzschuh, österreichische Filmschauspielerin
- 1908: Dorothea Wieck, deutsche Theater- und Filmschauspielerin

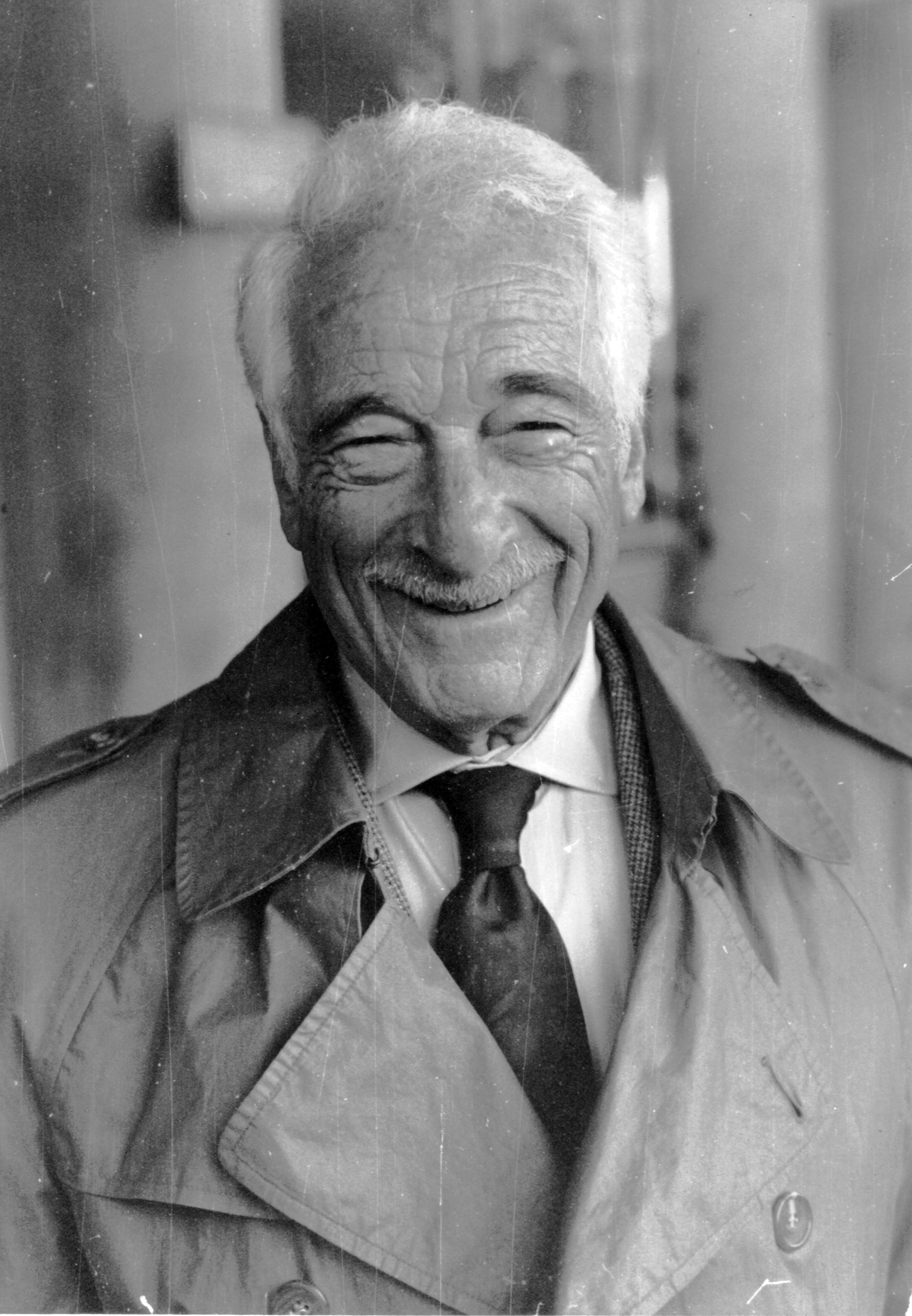
Victor Borge (* 1909)

- 1909: Victor Borge, dänischer Pianist und Komödiant
- 1909: Friedrich Engel, deutscher SS-Angehöriger, Polizeichef von Genua, Kriegsverbrecher
- 1909: Ruth Engelhard, deutsche Leichtathletin
- 1910: John Sturges, US-amerikanischer Filmregisseur
- 1911: Julius Angerhausen, deutscher Geistlicher, Weihbischof von Essen
- 1911: Fritz Huschke von Hanstein, deutscher Automobilrennfahrer
- 1912: Wolf von Aichelburg, rumänisch-deutscher Schriftsteller
- 1912: Federico Borrell García, spanischer Anarchist, republikanischer Soldat während des Spanischen Bürgerkriegs
- 1912: Fritz Linder, deutscher Chirurg
- 1912: William Mervyn, britischer Schauspieler
- 1912: Abdel Moneim Wahibi, ägyptischer Basketballspieler, -schiedsrichter und Sportfunktionär
- 1912: Cora Ratto de Sadosky,  argentinische Mathematikerin, Hochschullehrerin und Menschenrechtsaktivistin
- 1913: Gerhard Steinig, deutscher Widerstandskämpfer gegen den Nationalsozialismus
- 1915: Chetan Anand, indischer Filmregisseur und -produzent
- 1915: Thomas H. Kerr jr., US-amerikanischer Komponist und Musikpädagoge

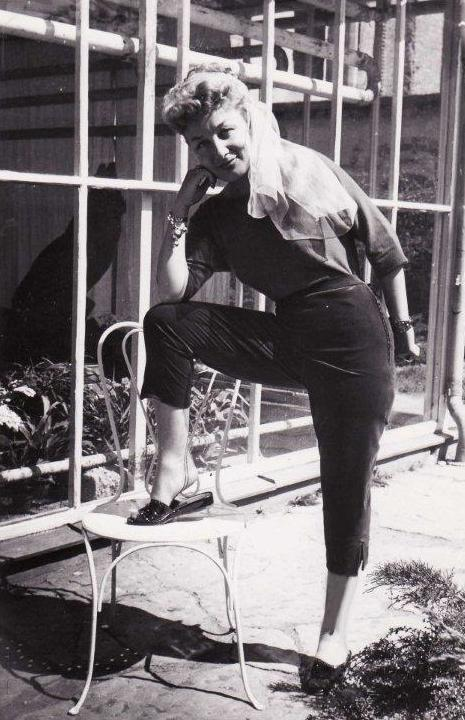
Mady Rahl (* 1915)

- 1915: Mady Rahl, deutsche Schauspielerin und Chansonsängerin
- 1916: Erik Ågren, schwedischer Boxer, Olympiamedaillengewinner
- 1916: Maxene Angelyn Andrews, US-amerikanische Sängerin
- 1916: Antonio Estévez, venezolanischer Komponist
- 1916: Bernard Greenhouse, US-amerikanischer Cellist und Musikpädagoge
- 1917: Alexander Spoerl, deutscher Schriftsteller
- 1917: Vernon A. Walters, US-amerikanischer Soldat, Nachrichtendienstler und Diplomat
- 1918: Constance Reid, US-amerikanische Autorin und Mathematikhistorikerin
- 1919: Herbie Nichols, US-amerikanischer Jazzpianist und -komponist
- 1920: Siegfried Buback, deutscher Jurist, Generalbundesanwalt am Bundesgerichtshof, Mordopfer der RAF
- 1920: Renato Carosone, italienischer Musiker
- 1920: Pierre Petit, französischer Kameramann
- 1920: Milan Srdoč, jugoslawischer Schauspieler
- 1922: Marcel Müller-Wieland, Schweizer Pädagoge und Philosoph
- 1923: Charles Tingwell, australischer Schauspieler
- 1924: Otto Beisheim, deutscher Kaufmann und Unternehmer
- 1924: André Franquin, belgischer Comiczeichner
- 1925: Sieger Köder, deutscher Geistlicher und Künstler

#### 1926–1950

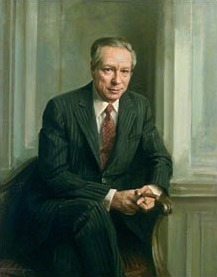
W. Michael Blumenthal (* 1926)

- 1926: W. Michael Blumenthal, US-amerikanischer Politiker und Manager deutscher Herkunft, Minister, Direktor des Jüdischen Museums Berlin
- 1926: George Martin, britischer Musiker und Musikproduzent
- 1926: Pedro Mesías, chilenischer Pianist und Dirigent
- 1926: Nell Rankin, US-amerikanische Opernsängerin
- 1928: Rob Pronk, niederländischer Jazz-Bandleader, Arrangeur, Pianist und Komponist
- 1928: Klaus Schulze, deutscher Ruderer
- 1928: Eberhard Witte, deutscher Wirtschaftswissenschaftler
- 1929: Gertrud Kückelmann, deutsche Schauspielerin
- 1929: Sergio Leone, italienischer Filmregisseur
- 1929: Gordon Moore, US-amerikanischer Ingenieur und Unternehmer, Mitbegründer von Intel, Urheber des Moore’schen Gesetzes
- 1930: Erich Lampert, deutscher Fußballspieler
- 1930: Robert Loggia, US-amerikanischer Schauspieler
- 1930: Bill Olson, US-amerikanischer Skispringer
- 1931: Werner Buschmann, deutscher Politiker, Minister der DDR
- 1932: Dabney Coleman, US-amerikanischer Schauspieler
- 1932: Robert Hughes, Baron Hughes of Woodside, britischer Politiker
- 1932: Eeles Landström, finnischer Leichtathlet
- 1932: Coo Coo Marlin, US-amerikanischer Rennfahrer
- 1932: Yolanda Montes, US-amerikanische Tänzerin, Schauspielerin und Sängerin
- 1932: Klaus Murmann, deutscher Unternehmer und Arbeitgeberfunktionär
- 1933: Hans Purin, österreichischer Architekt
- 1933: Rolf Steiner, deutscher Söldner
- 1933: Maxie Wander, deutsche Autorin
- 1934: Walter Benigni, österreichischer Kunstfotograf
- 1934: Mario David, italienischer Fußballspieler und -trainer
- 1934: Marie-Louise Steinbauer, deutsche Journalistin
- 1935: Alfredo del Águila, mexikanischer Fußballspieler
- 1935: Florencio Amarilla, paraguayischer Fußballspieler und Schauspieler
- 1935: Meinhard von Gerkan, deutscher Architekt
- 1935: Richard M. Karp, US-amerikanischer Informatiker
- 1935: Giovanni Lajolo, italienischer Geistlicher, Apostolischer Nuntius in Deutschland, Kardinal
- 1935: Christa Pasemann, deutsche Schauspielerin
- 1935: Renate Rasp, deutsche Schriftstellerin
- 1936: Herbert Blendinger, österreichischer Komponist und Bratschist deutscher Herkunft
- 1936: Raúl Garello, argentinischer Bandoneonist, Orchesterleiter und Bandoneonist
- 1936: Georgina Spelvin, US-amerikanische Pornodarstellerin
- 1937: Zygmunt Konieczny, polnischer Komponist
- 1937: Seppo Vainio, finnischer Eishockeyspieler
- 1938: Ove Andersson, schwedischer Rallyepilot
- 1938: Kel Carruthers, australischer Motorradrennfahrer und Weltmeister
- 1938: Alexander Lasarew, sowjetischer bzw. russischer Schauspieler
- 1938: Dan Vadis, US-amerikanischer Schauspieler
- 1939: Rüdiger Ahrens, deutscher Anglist und Kulturwissenschaftler
- 1939: Arik Einstein, israelischer Sänger, Songwriter und Schauspieler
- 1939: Dieter B. Herrmann, deutscher Astronom und Physiker
- 1939: Bobby Hull, kanadischer Eishockeyspieler
- 1939: Diethard Klante, deutscher Filmregisseur und Drehbuchautor
- 1939: Erich Vogel, Schweizer Fußball-Experte und Ex-Manager
- 1940: Alberto Almanza, mexikanischer Basketballspieler
- 1940: Mary Heilmann, US-amerikanische Malerin
- 1940: Thelma Schoonmaker, US-amerikanische Filmeditorin
- 1940: Manfred Vorderwülbecke, deutscher Sportjournalist und Autor
- 1941: Sergio Hualpa, argentinischer Komponist
- 1941: Horst W. Opaschowski, deutscher Erziehungswissenschaftler
- 1942: Rolf Münzner, deutscher Künstler

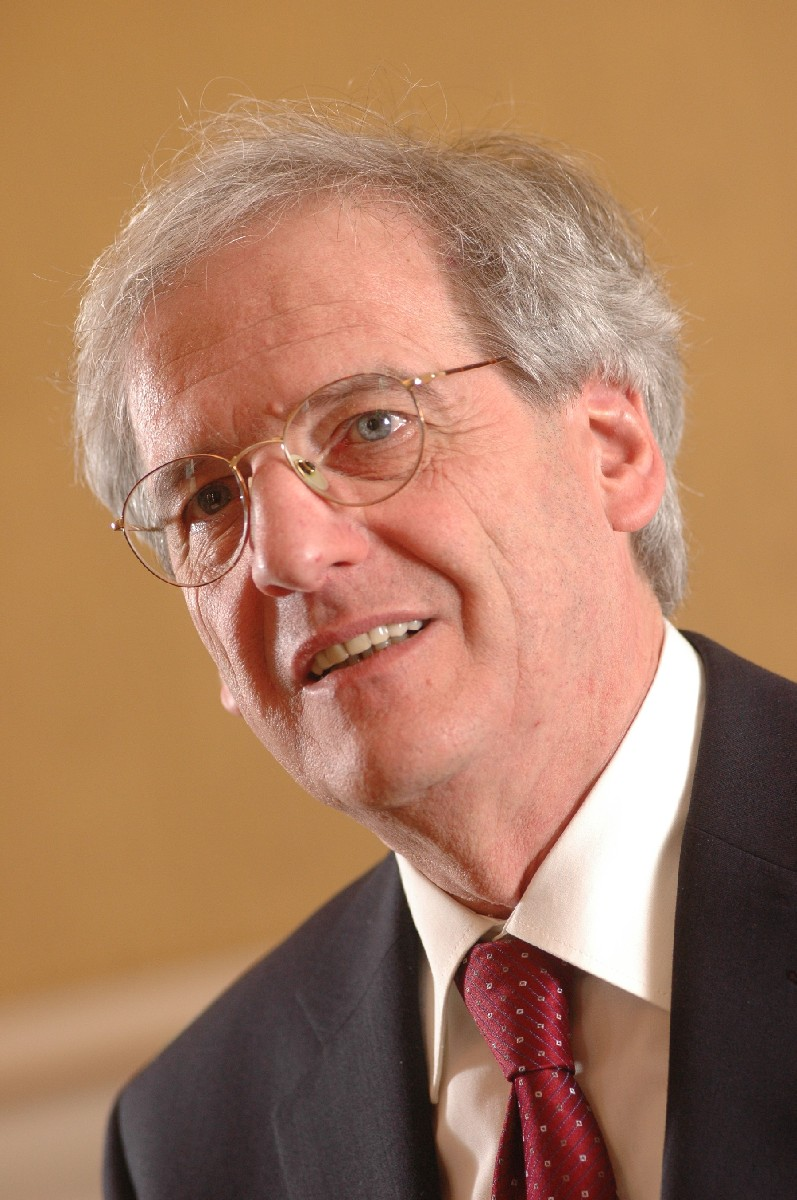
László Sólyom (* 1942)

- 1942: László Sólyom, ungarischer Jurist, Bibliothekar und Politiker, Staatspräsident
- 1943: Bettina Glas, deutsche Malerin, Objekt- und Textilkünstlerin
- 1943: Heinz Karl Gruber, österreichischer Komponist, Chansonnier und Dirigent
- 1943: Mouloud Hamrouche, algerischer Politiker, Premierminister
- 1943: Gerd-Rüdiger Lang, deutscher Uhrmacher und Unternehmer
- 1943: Reinhold Massag, deutscher Autor und Schauspieler
- 1943: Van Dyke Parks, US-amerikanischer Musiker, Komponist und Arrangeur
- 1943: Michael Zager, US-amerikanischer Produzent, Komponist und Musiker (The Michael Zager Band)
- 1944: David Atherton, englischer Dirigent
- 1944: Raewyn Connell, australische Soziologin
- 1945: Luigi Blau, österreichischer Architekt und Möbeldesigner
- 1945: David Starkey, britischer Historiker und Autor
- 1945: Stephen Stills, US-amerikanischer Musiker
- 1946: Antoine Audo, syrischer Geistlicher, Jesuit, Bischof von Aleppo
- 1946: Rudolf Böhmler, deutscher Jurist, Staatssekretär
- 1946: Rainer Greger, deutscher Nieren- und Transportphysiologe
- 1946: Motohiko Hino, japanischer Jazzschlagzeuger
- 1946: John Paul Jones, englischer Rockmusiker und Musikproduzent
- 1946: Tadeusz Kondrusiewicz, belarussischer Geistlicher, Erzbischof von Minsk-Mahiljou
- 1946: Olivia Molina, deutsch-mexikanische Tango- und Schlager-Sängerin
- 1947: Fran Cotton, englischer Rugby-Union-Spieler
- 1947: Seweryn Krajewski, polnischer Pop-Musiker, Sänger, Gitarrist und Komponist
- 1948: Angelo Marcello Anile, italienischer Physiker und Mathematiker
- 1948: Manfred Kokot, deutscher Leichtathlet, Olympiamedaillengewinner
- 1949: Marc Porel, französischer Schauspieler

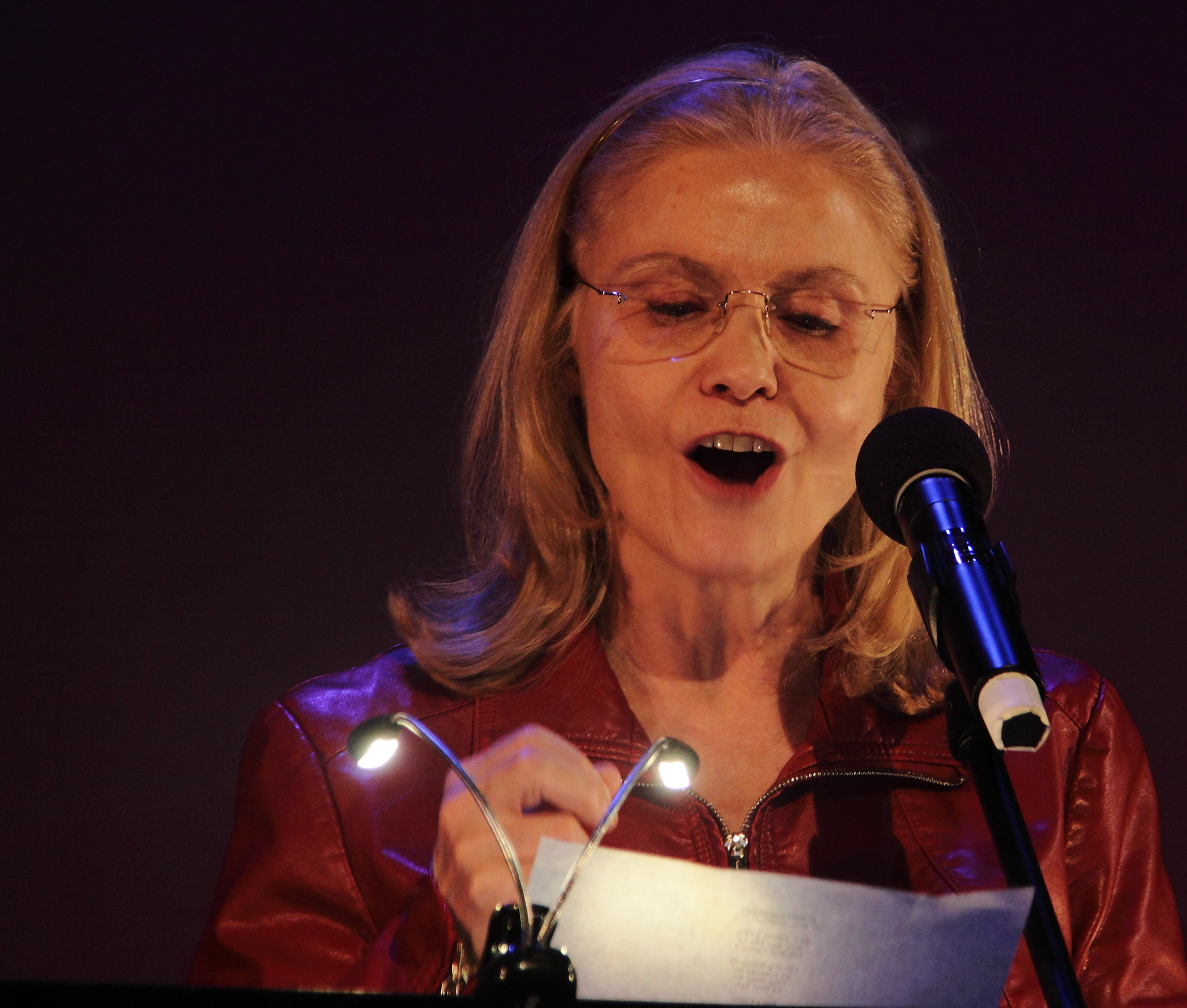
Beth Anderson (* 1950)

- 1950: Beth Anderson, US-amerikanische Komponistin
- 1950: Christoph Delz, Schweizer Komponist und Pianist
- 1950: Victoria Principal, US-amerikanische Schauspielerin
- 1950: Robert Robbers, niederländischer Ruderer
- 1950: Manfred Steiner, österreichischer Fußballspieler

#### 1951–1975
- 1951: Wilfried Huismann, Journalist, Autor und Filmregisseur
- 1951: Andreas Martens, deutscher Comiczeichner und -autor
- 1951: Rainer M. Schröder, deutscher Schriftsteller
- 1952: Adelheid Arndt, deutsche Schauspielerin

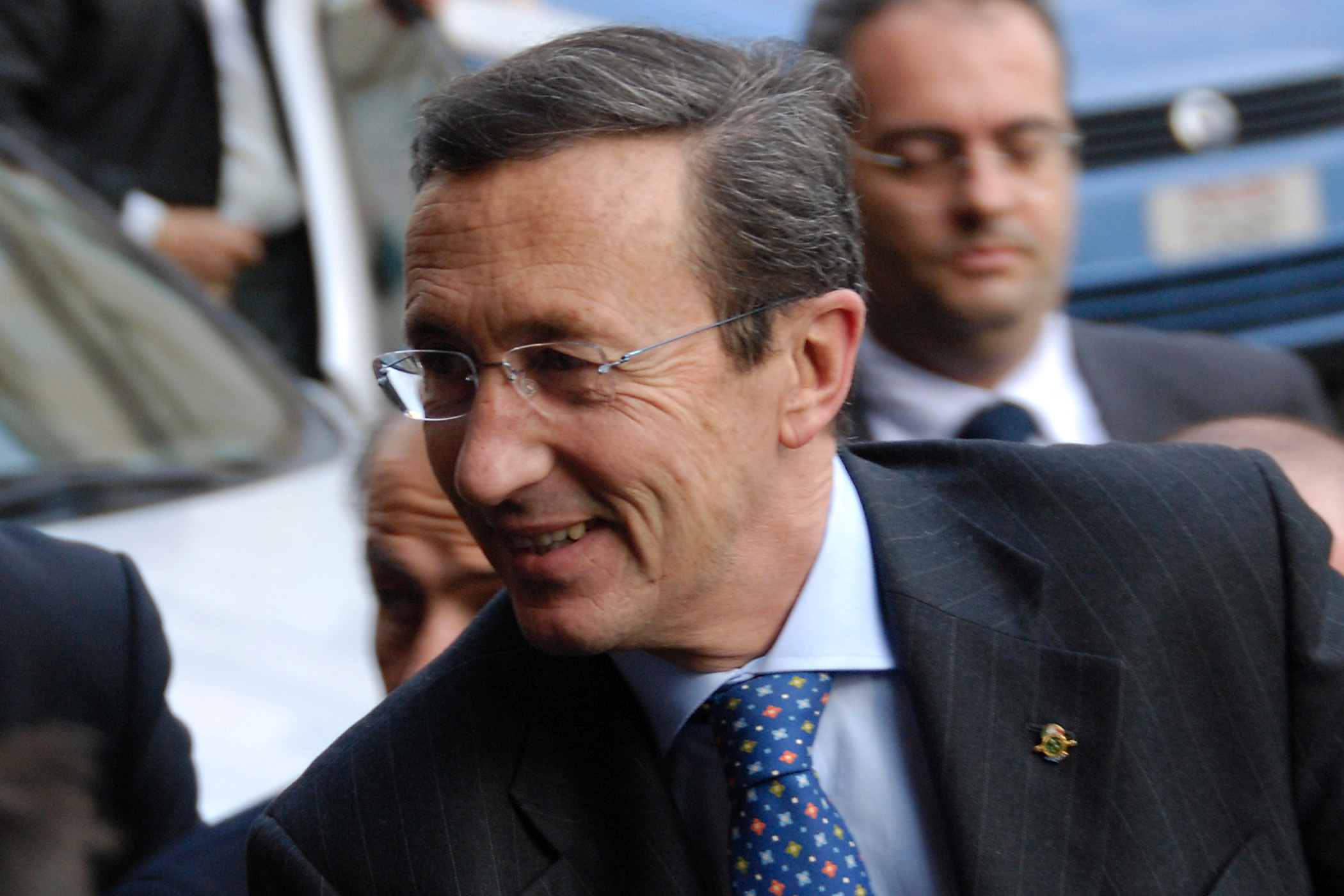
Gianfranco Fini (* 1952)

- 1952: Gianfranco Fini, italienischer Politiker, Außenminister, Parlamentspräsident
- 1956: Mel Gibson, US-amerikanischer Schauspieler und Regisseur
- 1956: Willy T. Ribbs, US-amerikanischer Rennfahrer
- 1956: Guy Ryder, britischer Politikwissenschaftler und Gewerkschafter, Vorsitzender des Internationalen Gewerkschaftsbunds (IGB)
- 1957: Mark Atkins, australischer Musiker und Künstler
- 1957: Bojan Križaj, slowenischer Skirennläufer
- 1958: Kerry Michelle Armstrong, australische Schauspielerin
- 1959: Alessandro Andrei, italienischer Leichtathlet, Olympiasieger
- 1959: Josef Neuhauser, österreichischer Autorennfahrer
- 1959: Fjodor Nikolajewitsch Jurtschichin, russischer Kosmonaut
- 1959: Sheikh Muszaphar Shukor, malaysischer Arzt und Raumfahrer
- 1960: Jacqueline Amirfallah, deutsche Fernsehköchin
- 1960: Bruno Bonhuil, französischer Motorradrennfahrer

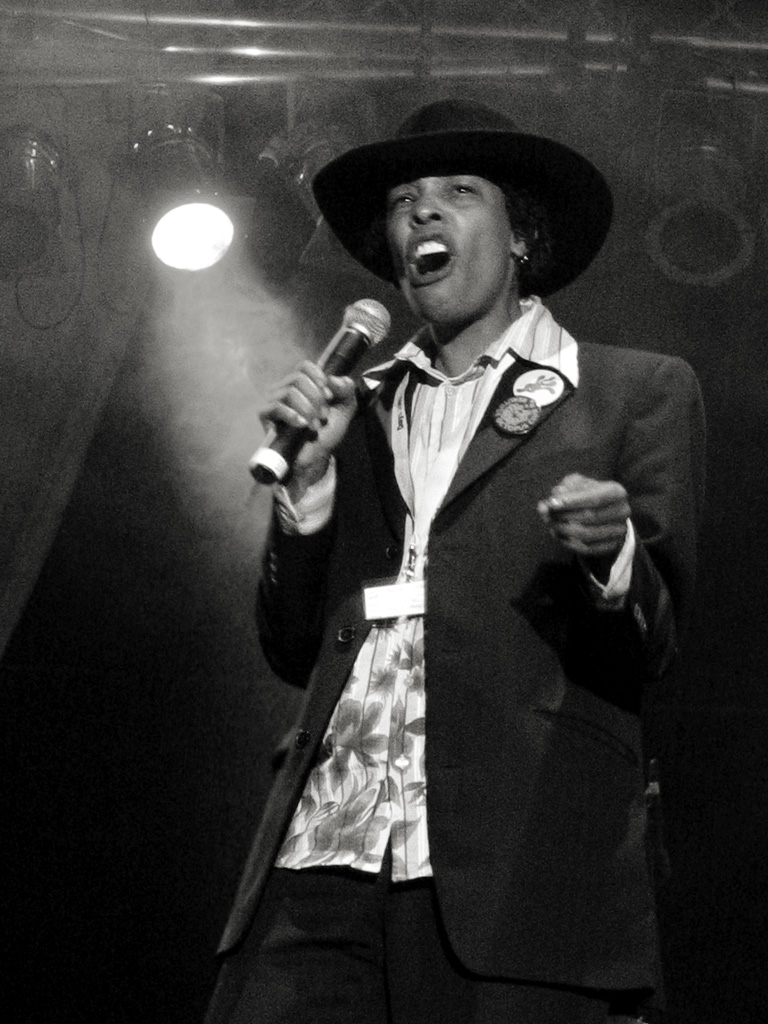
Marla Glen (* 1960)

- 1960: Marla Glen, US-amerikanische Blues-Sängerin
- 1960: Daniela Schadt, deutsche Journalistin
- 1960: Paweł Wojciechowski, polnischer Wirtschaftsfunktionär und Politiker, Minister
- 1961: Wladimir Olegowitsch Potanin, russischer Oligarch
- 1961: Susanne Riess, österreichische Politikerin und Managerin, Bundesministerin
- 1961: Thomas Rung, deutscher Serienmörder
- 1962: Thorsten Aßmann, deutscher Ökologe und Professor für Ökologie
- 1962: Håkan Florå, schwedischer Punkmusiker
- 1962: Edward Pursino, US-amerikanischer Gitarrist
- 1962: Peter Rappenglück, deutscher Schauspieler
- 1962: Ronnie Schöb, deutscher Hochschullehrer
- 1962: Lane Spina, US-amerikanischer Freestyle-Skier
- 1963: Dawit Gobedschischwili, georgischer Ringer, Olympiasieger
- 1964: Roberto Cravero, italienischer Fußballspieler
- 1964: Andreas Förster, deutscher Puppenspieler
- 1964: Toshiyuki Horie, japanischer Schriftsteller und Übersetzer
- 1964: Sven Kivisildnik, estnischer Schriftsteller
- 1964: Bruce LaBruce, kanadischer Autor, Filmemacher und Fotograf
- 1964: Leonard, Schweizer Schlagersänger und Moderator
- 1964: Cheryl Miller, US-amerikanische Basketballspielerin
- 1964: Jean Reverchon, französischer Karambolagespieler, Weltmeister
- 1965: Aiman Abdallah, ägyptisch-deutscher Fernsehmoderator
- 1965: Jens Albinus, dänischer Schauspieler
- 1966: Holger Kretschmer, deutscher Handballspieler und -trainer
- 1966: Peter Schmidt, deutscher Geophysiker und Autor
- 1967: Lee Eun-chul, südkoreanischer Sportschütze
- 1967: Magnus Gustafsson, schwedischer Tennisspieler
- 1967: Martin Rassau, fränkischer Schauspieler, Komödiant und Theater-Unternehmer
- 1968: Gregor Bloéb, österreichischer Theater-, Film- und Fernsehschauspieler
- 1968: Kent Carlsson, schwedischer Tennisspieler
- 1968: Effi B. Rolfs, deutsche Kabarettistin, Autorin, Malerin, Grafikerin und Theaterleiterin
- 1969: Ingo Brosch, deutscher Schauspieler
- 1969: James Carter, US-amerikanischer Tenorsaxofonist
- 1969: Marie Darrieussecq, französische Schriftstellerin

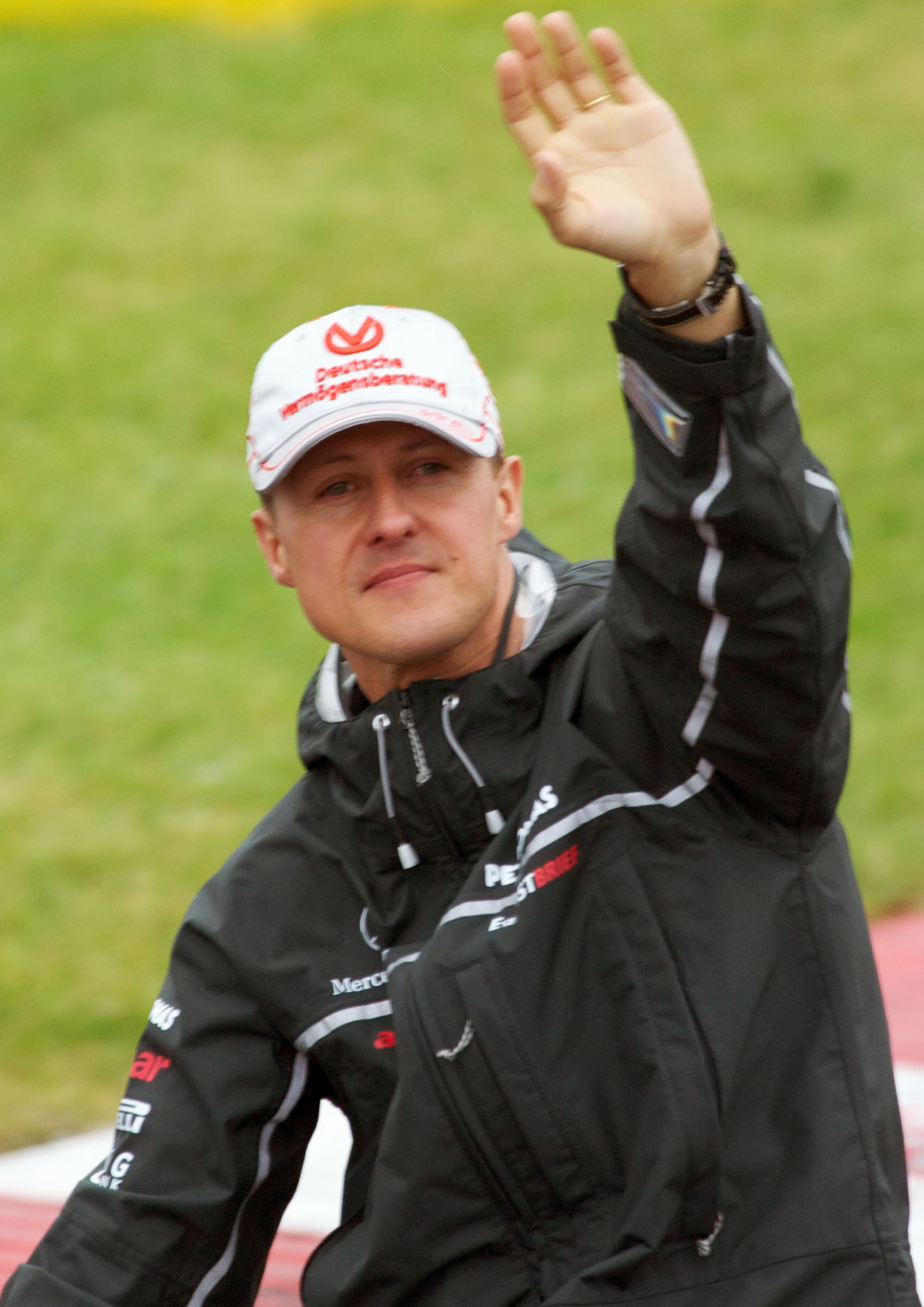
Michael Schumacher (* 1969)

- 1969: Michael Schumacher, deutscher Automobilrennfahrer
- 1969: Nicola Spaldin, britische Chemikerin und Materialforscherin
- 1970: Jörg Mayr, deutscher Eishockeyspieler
- 1971: Tarek Al-Wazir, deutscher Politiker, MdL, Landesminister
- 1971: Sarah Alexander, britische Schauspielerin
- 1971: Ueli Gegenschatz, Schweizer Extremsportler
- 1971: Jens Møller, dänischer Automobilrennfahrer
- 1971: Sayed Ahmad Shah Sadaat, ehemaliger afghanischer Politiker
- 1971: Markus Teutschbein, deutscher Dirigent
- 1971: Andreas Treiber, deutscher Jurist und Richter am Bundesfinanzhof
- 1972: Alisha Klass, US-amerikanische Pornodarstellerin
- 1973: Michael Ostrowski, österreichischer Schauspieler
- 1974: MV Bill, brasilianischer Rapper
- 1974: Robert-Jan Derksen, holländischer Golfer
- 1974: Mike Ireland, kanadischer Eisschnellläufer, Weltmeister
- 1974: Alessandro Petacchi, italienischer Radrennfahrer
- 1974: Pablo Thiam, guineisch-deutscher Fußballspieler und -funktionär
- 1974: Stefan Ustorf, deutscher Eishockeyspieler
- 1975: Thomas Bangalter, französischer Musiker (Daft Punk)
- 1975: Shanta Ghosh, deutsche Leichtathletin
- 1975: Jason Marsden, US-amerikanischer Schauspieler
- 1975: Danica McKellar, US-amerikanische Schauspielerin und Sängerin
- 1975: Guido Spork, deutscher Fußballspieler
- 1975: Jakob Vestergaard, dänischer Handballtrainer

#### 1976–2000
- 1976: Angelos Basinas, griechischer Fußballspieler
- 1976: Jung Eun-shin, südkoreanische Komponistin
- 1976: Lee Hyung-taik, südkoreanischer Tennisspieler
- 1976: Nicholas Gonzalez, US-amerikanischer Schauspieler
- 1976: Vera Notz-Umberg, Schweizer Leichtathletin
- 1977: Mayumi Iizuka, japanische Synchronsprecherin
- 1978: Stefan Adamsson, schwedischer Radrennfahrer
- 1978: Mike York, US-amerikanischer Eishockeyspieler und -trainer, Olympiamedaillengewinner
- 1980: Necati Ateş, türkischer Fußballspieler
- 1980: Mindaugas Baršauskas, litauischer Dartspieler
- 1980: Bryan Clay, US-amerikanischer Leichtathlet, Weltmeister, Olympiasieger
- 1980: Britta Horn, deutsche Schauspielerin
- 1980: Raoul Kouakou, ivorischer Fußballspieler
- 1980: Annabelle Leip, deutsche Schauspielerin
- 1980: Federico Insúa, argentinischer Fußballspieler
- 1980: Corinna Ulcigrai, italienische Mathematikerin
- 1980: Mary Wineberg, US-amerikanische Leichtathletin, Weltmeisterin, Olympiasiegerin
- 1981: Cristian Deville, italienischer Skiläufer
- 1981: Eli Manning, US-amerikanischer American-Football-Spieler
- 1981: Julia Scharf, deutsche Fernsehmoderatorin
- 1982: Eşref Apak, türkischer Hammerwerfer
- 1982: Nicky Robinson, walisischer Rugby-Union-Spieler
- 1983: Đorđije Ćetković, montenegrinischer Fußballspieler
- 1983: Therese Klompenhouwer, niederländische Karambolagespielerin, Weltmeisterin
- 1983: Katie McGrath, irische Schauspielerin
- 1983: Tyra Misoux, deutsche Pornodarstellerin
- 1984: Serkan Atak, deutsch-türkischer Fußballspieler

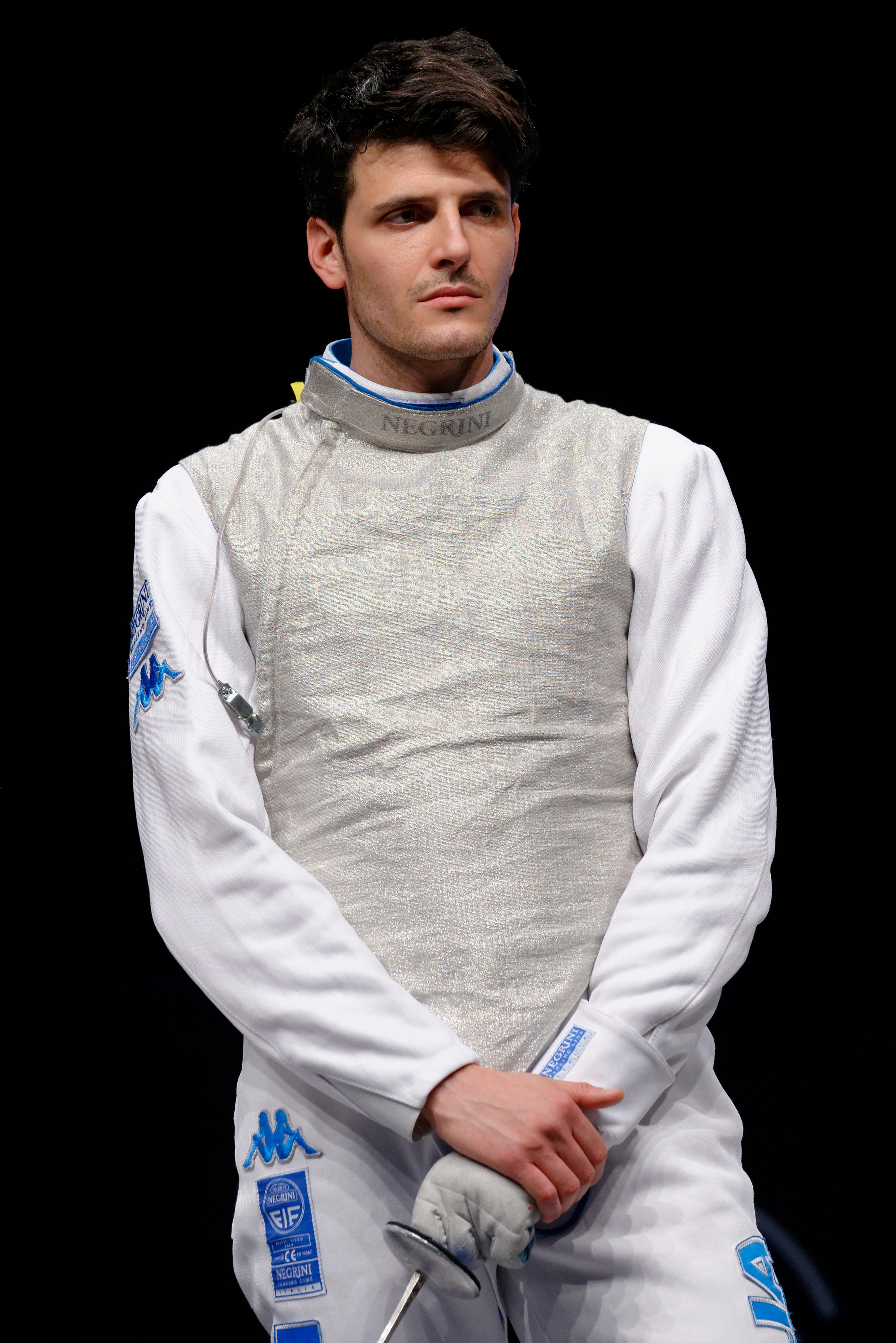
Andrea Cassarà (* 1984)

- 1984: Andrea Cassarà, italienischer Florettfechter, Olympiasieger, Weltmeister
- 1984: Klaus Salmutter, österreichischer Fußballspieler
- 1984: Mary Muhsal, deutsche Schauspielerin
- 1984: Maximilian Mechler, deutscher Skispringer
- 1984: Stefan Markolf, deutscher Fußballspieler
- 1985: Burak Akyıldız, türkischer Fußballspieler
- 1985: Nicole Beharie, US-amerikanische Schauspielerin und Sängerin
- 1985: Leah Gibson, kanadische Schauspielerin
- 1986: Dana Hussein Abdulrazak, irakische Leichtathletin
- 1986: Silvia Arroyo Camejo, deutsche Wissenschaftsautorin
- 1986: Nejc Pečnik, slowenischer Fußballspieler
- 1987: Reto Berra, Schweizer Eishockeytorhüter
- 1987: Matjaž Rozman, slowenischer Fußballspieler
- 1988: Ikechi Anya, schottischer Fußballspieler
- 1988: J. R. Hildebrand, US-amerikanischer Rennfahrer
- 1989: Stefano Agostini, italienischer Straßenradrennfahrer
- 1989: Alex D. Linz, US-amerikanischer Schauspieler

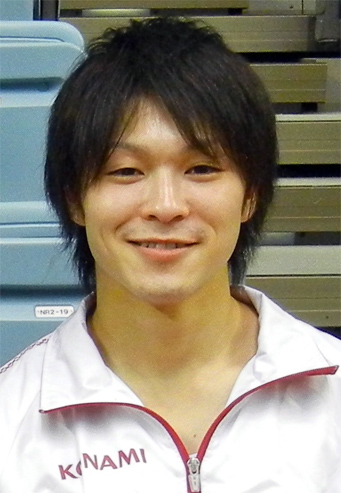
Kōhei Uchimura (* 1989)

- 1989: Kōhei Uchimura, japanischer Geräteturner, Weltmeister, Olympiasieger
- 1990: Danny Cruz, US-amerikanischer Fußballspieler
- 1990: Katharina Krüger, deutsche Rollstuhltennisspielerin
- 1990: José Pierre Vunguidica, angolanischer Fußballspieler
- 1991: Andrew Agozzino, kanadischer Eishockeyspieler
- 1991: Darius Morris, US-amerikanischer Basketballspieler
- 1991: Nina Schiffer, deutsche Schwimmerin
- 1991: Ihor Sylantjew, ukrainischer Fußballspieler
- 1992: Jon Aurtenetxe, spanischer Fußballspieler
- 1992: Kim Reiter, deutscher Handballspieler
- 1992: Maxim Zwetkow, russischer Biathlet, Weltmeister
- 1993: Christoph Meier, Liechtensteiner Schwimmer
- 1994: Malin Diaz, schwedische Fußballspielerin
- 1994: Romuald Lacazette, französischer Fußballspieler
- 1994: Dunja Zdouc, österreichische Biathletin
- 1995: Jisoo, südkoreanische Sängerin
- 1995: Seolhyun, südkoreanische Sängerin und Schauspielerin
- 1995: Tonny Vilhena, niederländischer Fußballspieler
- 1996: Marko Marić, österreichischer Fußballspieler
- 1996: Florence Pugh, britische Schauspielerin
- 1997: Romain Beney, Schweizer Telemarker
- 1998: Patrick Cutrone, italienischer Fußballspieler
- 1998: Zou Jingyuan, chinesischer Turner
- 1999: Jonas Meiser, deutscher Fußballspieler
- 1999: Tuuli, finnische Sängerin

### 21. Jahrhundert

#### 2001–2025
- 2003: Greta Thunberg, schwedische Klimaschutzaktivistin
- 2004: Miha Fontaine, kanadischer Freestyle-Skier
- 2008: Raegan Revord, US-amerikanische Schauspielerin

## Gestorben

### Vor dem 16. Jahrhundert
- 0236: Anterus, Papst, Heiliger der katholischen Kirche
- 0323: Jin Yuandi, Kaiser von China

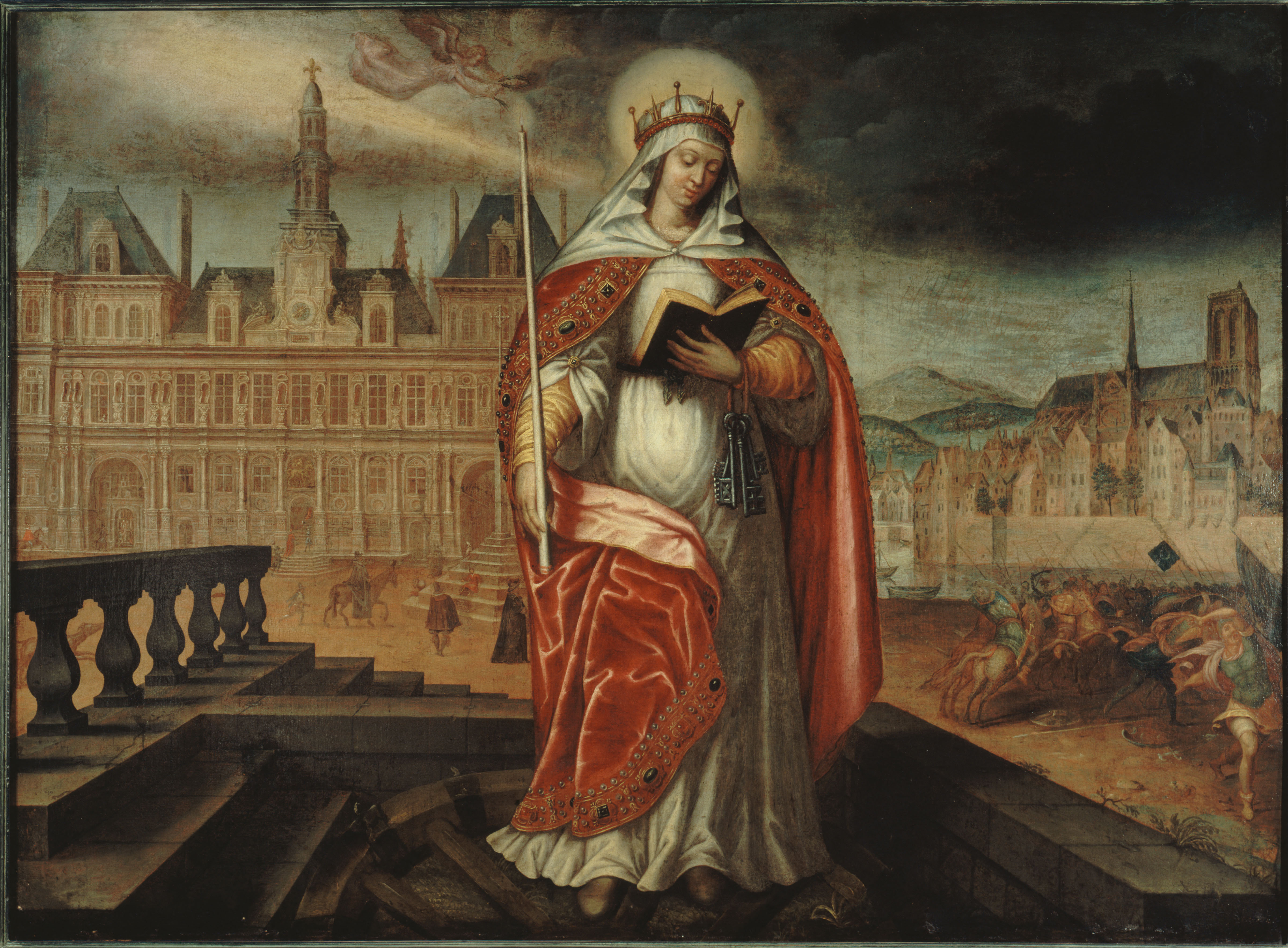
Genoveva von Paris († 502)

- 0502: Genoveva von Paris, Schutzpatronin von Paris
- 0753: Li Linfu, chinesischer Beamter
- 1028: Fujiwara no Michinaga, Fujiwara-Regent in Japan
- 1085: Williram von Ebersberg, deutscher Benediktinerabt, Bibelübersetzer
- 1130: Burchard, Bischof von Cambrai
- 1203: Wilhelm II., Graf von Chalon
- 1225: Adolf III., Graf von Schauenburg und Holstein
- 1241: Hermann II., Landgraf von Thüringen
- 1322: Philipp V., König von Frankreich
- 1333: Margaret de Clare, anglo-irische Adelige
- 1372: Eberhard von Randeck, Bischof von Speyer
- 1381: Marquard I. von Randeck, Bischof von Augsburg und Patriarch von Aquileja
- 1432: Alexandru cel Bun, Fürst der Moldau

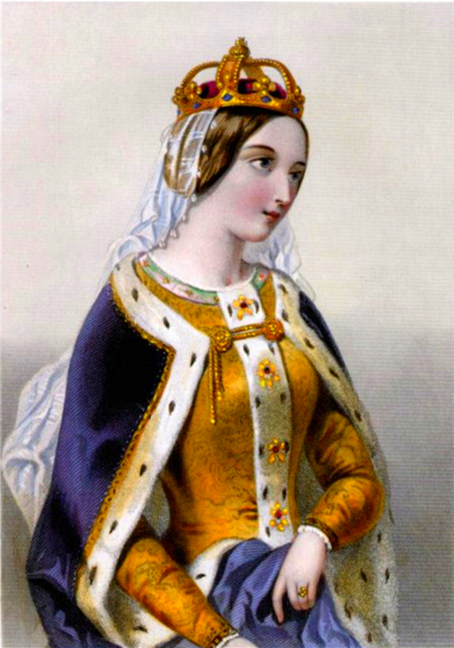
Catherine de Valois († 1437)

- 1437: Catherine de Valois, als Gattin Heinrichs V. Königin von England, Stammmutter der Tudor-Dynastie
- 1441: Tristan de Clermont, französischer Ritter
- 1444: Hermann III. Köppen, Bischof von Schwerin
- 1449: Anne Beauchamp, 15. Countess of Warwick, englische Adelige
- 1474: Pietro Riario, italienischer Geistlicher, Franziskaner, Kardinal
- 1481: Johannes von Dorsten, deutscher Theologe und Augustinermönch
- 1500: Christoph von Schachner, Bischof von Passau

### 16. bis 18. Jahrhundert
- 1501: Mir ʿAli Schir Nawāʾi, persischer Politiker, Bauherr, Mystiker und Dichter uigurischer Herkunft
- 1536: Vincens Lunge, dänischer und norwegischer Ratsherr
- 1543: Juan Rodríguez Cabrillo, portugiesischer Entdecker in spanischen Diensten
- 1552: Heinrich von der Pfalz, Fürstbischof von Worms, Utrecht und Freising
- 1560: Peder Palladius, dänischer lutherischer Theologe und Reformator
- 1566: Philipp II. von Nassau-Idstein, Regent von Nassau-Wiesbaden-Idstein
- 1570: Veit Winsheim, deutscher Rhetoriker, Philologe, Mediziner und Gräzist
- 1571: Joachim II., Kurfürst von Brandenburg, Herzog von Preußen
- 1601: Matthias Menius, deutscher Mathematiker, Astronom und Bibliothekar
- 1631: Michelangelo Galilei, italienischer Komponist und Lautenist des Frühbarock
- 1631: Johanna von Pernstein, böhmische Adlige und Herzogin von Villahermosa
- 1641: Jeremia Horrocks, englischer Astronom
- 1646: Francesco Erizzo, Doge von Venedig
- 1654: Matsunaga Teitoku, japanischer Dichter und Gelehrter
- 1667: Gottschalk von Wickede, Bürgermeister von Lübeck

George Monck, Herzog von Albemarle († 1670)

- 1670: George Monck, 1. Duke of Albemarle, englischer Adeliger und Offizier
- 1674: Ludwig Heinrich, Pfalzgraf und Herzog von Simmern-Kaiserslautern
- 1682: Olof Verelius schwedischer Sprach- und Altertumsforscher
- 1699: Mattia Preti, italienischer Maler und Ordensritter der Malteser
- 1700: Eva Magdalena von Windhag, erste Priorin des Dominikanerinnenklosters Windhaag, Erbin der Grafschaft Windhag
- 1701: Louis I., Fürst von Monaco
- 1701: Jacob Mussaphia, deutscher Hofjude, Münzmeister und Finanzier der Herzöge von Schleswig-Holstein-Gottorf
- 1705: Luca Giordano, italienischer Maler, Freskant und Radierer
- 1714: Maria Katharina Strozzi, österreichische Adelige, Gründerin der Wiener Vorstadt Strozzigrund
- 1719: Wenzel Norbert Octavian Graf Kinsky, böhmischer Statthalter und Appellationspräsident
- 1729: Christoph Heinrich von Watzdorf, kurfürstlich sächsischer Kabinettsminister
- 1730: Lukas Schröck, deutscher Mediziner und Naturforscher
- 1733: Cyriak Blödner, württembergischer Ingenieur, Offizier und Kartograf
- 1743: Ferdinando Galli da Bibiena, italienischer Szenograph, Architekt und Dekorationsmaler
- 1745: Jean de Bodt, sächsischer General und Architekt
- 1746: Jacques Égide Duhan de Jandun, hugenottischer Adeliger, Erzieher Friedrichs des Großen, Bibliothekar, preußischer Geheimrat
- 1747: Johann Christoph Zeumer, Hofrat im Dienste des Kurfürsten von Sachsen
- 1761: Willem de Fesch, niederländischer Violinist und Komponist
- 1763: Josep Antoni Martí, spanischer Komponist
- 1767: Sigismund Calles, österreichischer Jesuit und Historiker
- 1767: Eberhard von Gemmingen-Hornberg, badischer Adeliger, habsburgischer Offizier, Kommandant von Luxemburg
- 1767: Luca Antonio Predieri, italienischer Komponist und Violinist
- 1775: Heinrich Gottfried Koch, deutscher Schauspieler und Theaterunternehmer
- 1776: Paolo Posi, italienischer Architekt
- 1779: Claude Bourgelat, französischer Autor, Gründer der ersten tiermedizinischen Schule
- 1785: Baldassare Galuppi, italienischer Komponist
- 1786: Albert Schulte, Bürgermeister von Hamburg
- 1794: Joachim Ludwig Heydert, königlicher Hofgärtner in Potsdam
- 1794: Giuseppe Paladini, italienischer Maler

### 19. Jahrhundert
- 1807: Gottlieb Merkel, deutscher lutherischer Theologe
- 1808: Johann August Reichardt, deutscher Rechtswissenschaftler
- 1809: Henri-Pierre Danloux, französischer Maler
- 1814: Ferdinand Wilhelm Franz Bolstern von Boltenstern, preußischer Offizier
- 1815: Johann Carl Corthum, deutscher Gärtner und Pflanzenzüchter
- 1824: Ludwig Dankegott Cramer, deutscher evangelischer Geistlicher und Hochschullehrer
- 1826: Louis Gabriel Suchet, französischer Offizier, Marschall, Herzog von Albufera
- 1831: Franz Riepenhausen, deutscher Maler und Kupferstecher
- 1833: Tommaso Arezzo, italienischer Geistlicher, Kardinal
- 1835: Johann Melchior Kubli, Schweizer Politiker und Landwirt
- 1835: Reginal Pole-Carew, britischer Politiker
- 1837: Félix Lepeletier, französischer Revolutionär und Politiker

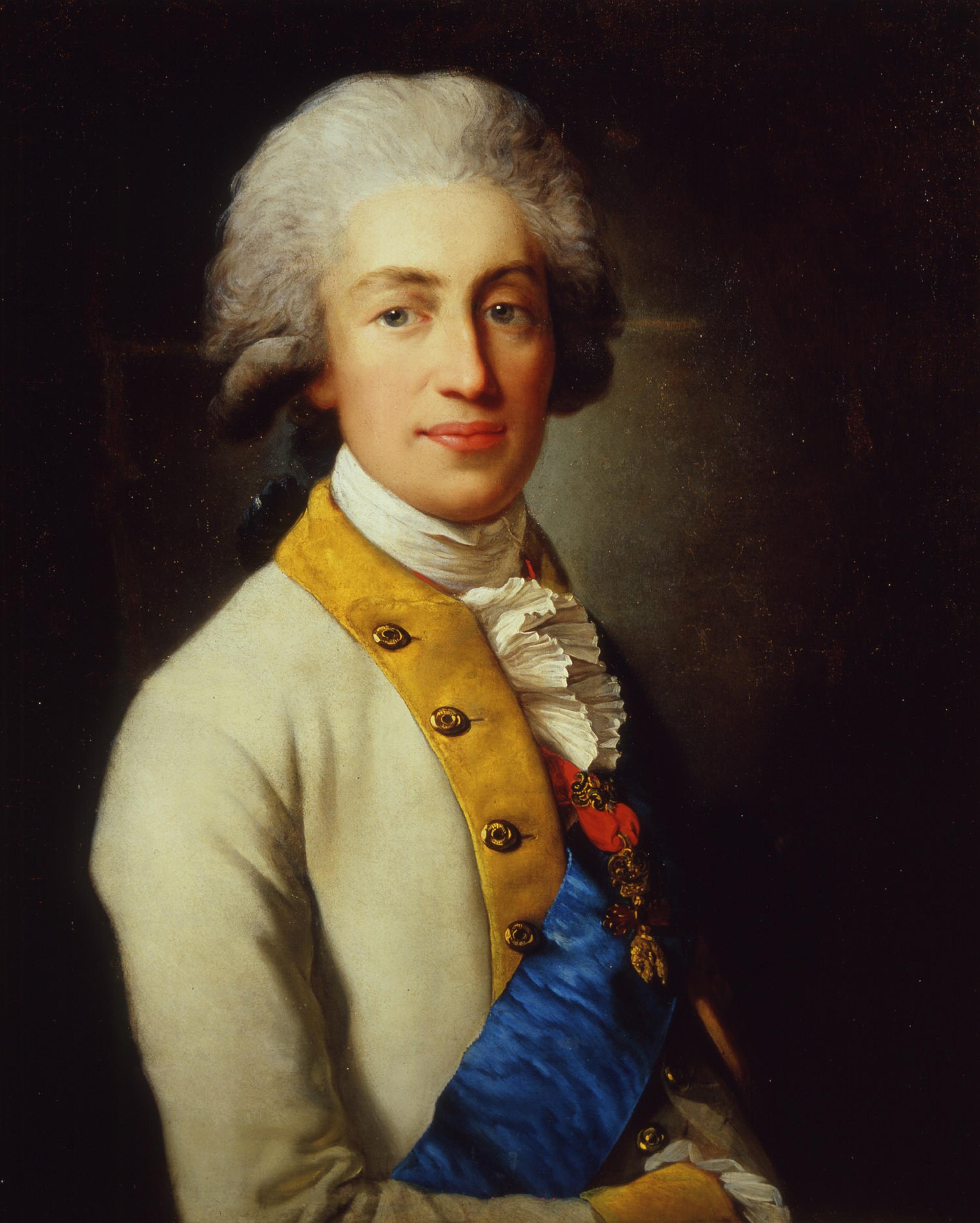
Maximilian von Sachsen († 1838)

- 1838: Maximilian, sächsischer Kronprinz
- 1840: Karl Ludwig Grave, deutscher Geistlicher und Pädagoge
- 1841: Andreas Stanislaus von Hatten, preußischer Geistlicher, Bischof von Ermland

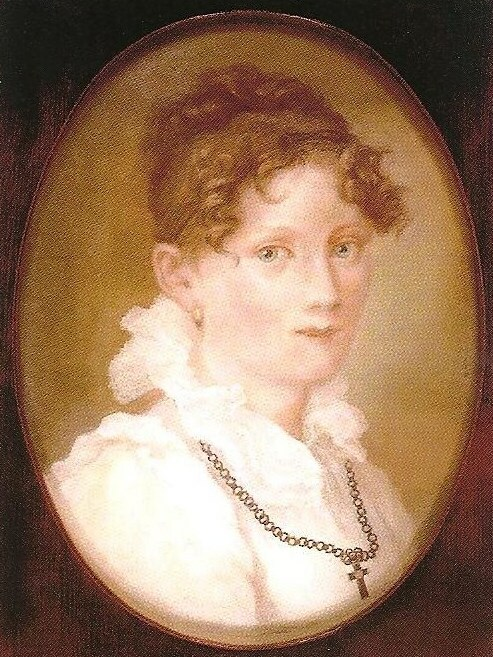
Caroline Friedrich († 1847)

- 1847: Caroline Friedrich, Ehefrau des Malers Caspar David Friedrich
- 1850: Giuseppina Grassini, italienische Opernsängerin
- 1857: Just Friedrich von Seelhorst, deutscher Beamter
- 1858: Henry Darcy, französischer Ingenieur

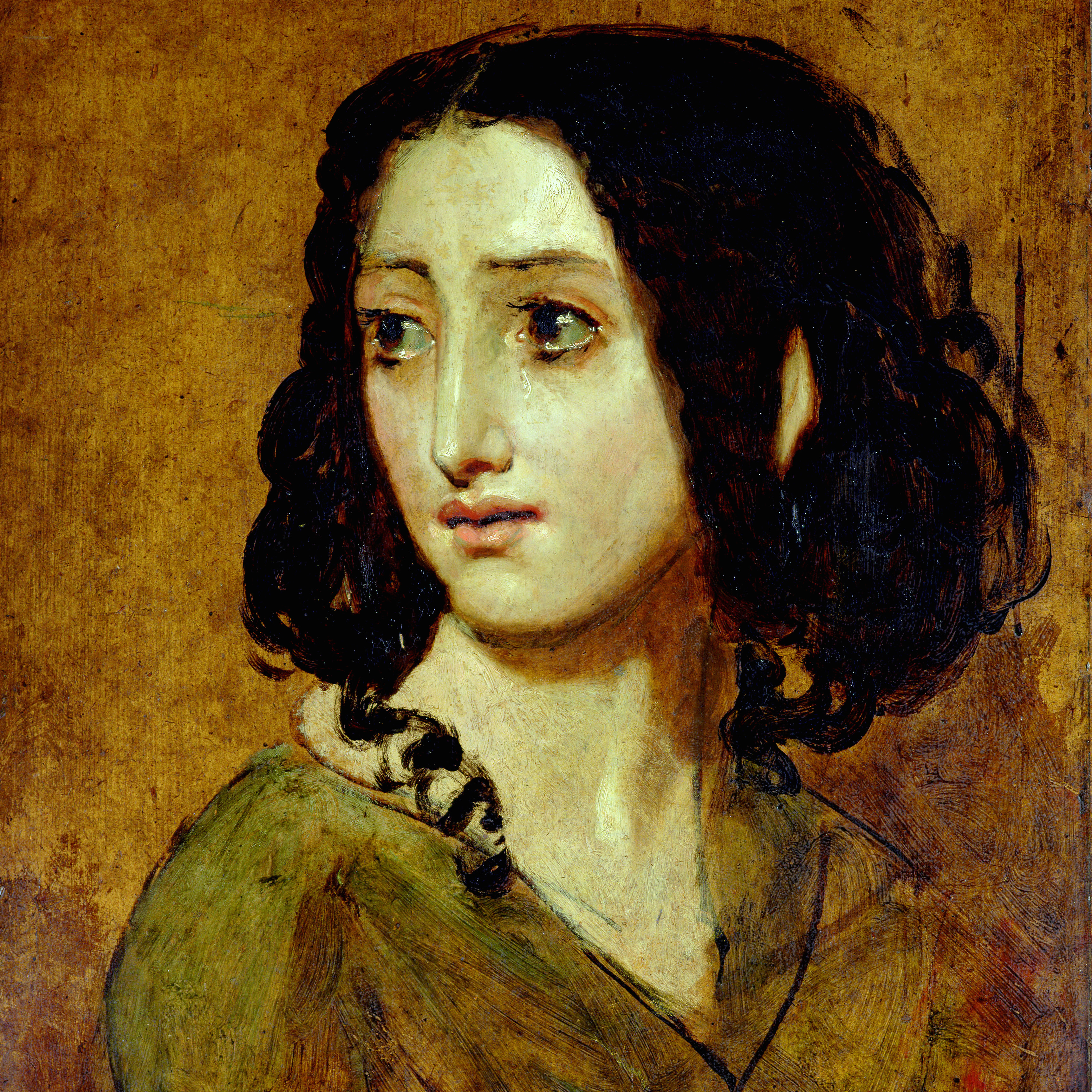
Rachel († 1858)

- 1858: Rachel, französische Schauspielerin
- 1863: John Branch, US-amerikanischer Politiker, Gouverneur von North Carolina und des Florida-Territoriums, Senator, Minister, Mitglied des Repräsentantenhauses
- 1863: Jean-Joseph Page, Schweizer Jurist und Politiker
- 1871: Kuriakose Elias Chavara, indischer Priester und Karmelit sowie ein Heiliger der katholischen Kirche
- 1874: Theodor von Mörner, deutscher Historiker und Archivar
- 1875: Pierre Larousse, französischer Schriftsteller
- 1877: John Joseph Abercrombie, US-amerikanischer Brigadegeneral
- 1882: William Harrison Ainsworth, britischer Schriftsteller historischer Romane
- 1882: Clement Claiborne Clay, US-amerikanischer Politiker
- 1882: Alfred Dehodencq, französischer Maler
- 1886: Theodor Struve, deutscher Philologe und Pädagoge in russischen Diensten
- 1889: Philipp Hoffmann, deutscher Architekt und Stadtbaumeister
- 1889: Giuseppe dell’Orefice, italienischer Komponist
- 1890: Ole Andreas Bachke, norwegischer Jurist und Politiker, Minister, Richter am Obersten Gerichtshof
- 1890: Karl von Hase, deutscher Theologe
- 1890: Charles-Marie Panneton, kanadischer Pianist, Musikpädagoge und Komponist
- 1890: Heinrich Thorbecke, deutscher Hochschullehrer und Arabist
- 1894: August Kościesza-Żaba, polnischer Volkskundler
- 1894: Elizabeth P. Peabody, US-amerikanische Schriftstellerin und Pädagogin
- 1895 Hans Alfred Erbe, deutscher Jurist
- 1897: Louis Vivien de Saint-Martin, französischer Geograph
- 1897: Guglielmo Sanfelice d’Acquavella, italienischer Geistlicher, Erzbischof von Neapel, Kardinal
- 1900: Dmitri Wassiljewitsch Grigorowitsch, russischer Schriftsteller

### 20. Jahrhundert

#### 1901–1950
- 1903: Alois Hitler, Vater von Adolf Hitler
- 1904: Otto Karlowa, deutscher Rechtswissenschaftler, Rechtshistoriker und Romanist

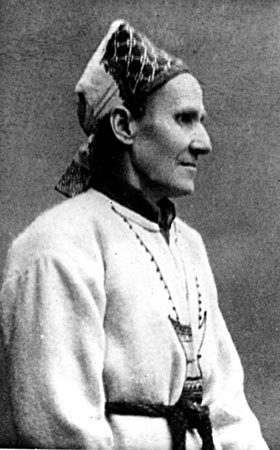
Larin Paraske († 1904)

- 1904: Larin Paraske, finnische Runensängerin
- 1905: Anton Braith, deutscher Maler
- 1907: Josef Foerster, böhmischer Komponist
- 1912: Jakob Amsler-Laffon, Schweizer Mathematiker, Physiker, Ingenieur und Fabrikant
- 1912: Felix Dahn, deutscher Jurist, Schriftsteller und Historiker
- 1912ː Clara Jaschke, eine der ersten Eisenbahnerinnen Deutschlands, Frauenrechtlerin
- 1914: Raoul Pugno, französischer Pianist, Organist, Komponist und Musikpädagoge
- 1918: Wilhelm von Auer, preußischer Generalmajor
- 1921: Arseni Nikolajewitsch Koreschtschenko, russischer Komponist
- 1921: Alexander Jakowlewitsch Parchomenko, russischer bzw. ukrainischer Revolutionär und Armeekommandeur
- 1922: Berthold Delbrück, deutscher Linguist
- 1922: Friedrich Wilhelm Voigt, deutscher Schuhmacher und Hochstapler („Hauptmann von Köpenick“)
- 1923: Jaroslav Hašek, tschechischer Autor
- 1925: Ernst Gruner, deutscher Verwaltungsbeamter
- 1925: Magdalene Madaus, deutsche Heilpraktikerin und Homöopathin
- 1925: Nikolai Rasumnikowitsch Kotschetow, russischer Komponist
- 1927: Carl Runge, deutscher Mathematiker
- 1929: William C. Adamson, US-amerikanischer Politiker, Mitglied des Repräsentantenhauses
- 1931: Joseph Joffre, französischer Militär, Oberbefehlshaber der Armee, Marschall
- 1931: Louis Rubenstein, kanadischer Eiskunstläufer, Sportfunktionär und Lokalpolitiker
- 1933: Gabriel Anton, österreichischer Neurologe und Psychiater
- 1933: Frederick S. Armitage, US-amerikanischer Kameramann, Regisseur und Filmproduzent
- 1933: Wilhelm Cuno, deutscher Geschäftsmann und Politiker, Reichskanzler
- 1935: Stefan Großmann, österreichischer Schriftsteller und Journalist
- 1936: Friedrich Losch, deutscher Pfarrer und Heimatforscher
- 1936: Philipp Jakob Mayer, deutscher Geistlicher und Theologe, Generalvikar in Mainz
- 1938: Arturo Berutti, argentinischer Komponist
- 1942: Juli Eduardowitsch Konjus, russischer Geiger und Komponist
- 1944: Franz Reichleitner, österreichischer Kriminalpolizist und SS-Führer, Kriegsverbrecher
- 1944: Joseph Hammels, deutscher Geistlicher, Weihbischof in Köln
- 1944: Marga Wolf, deutsche Ärztin und Opfer der Shoah
- 1945: Louis Imbert, französischer Turner
- 1946: Gustav Witt, deutscher Astronom
- 1946: Karl Maria Wiligut, österreichischer Okkultist und SS-Angehöriger
- 1946: William Joyce, irisch-US-amerikanischer Politiker und Rundfunksprecher
- 1947: Ernst Hardt, deutscher Schriftsteller

#### 1951–2000
- 1952: Luigi Stefano Giarda, italienischer Komponist, Cellist und Musikpädagoge
- 1954: Christian Friedrich Lautenschlager, deutscher Mechaniker und Automobilrennfahrer

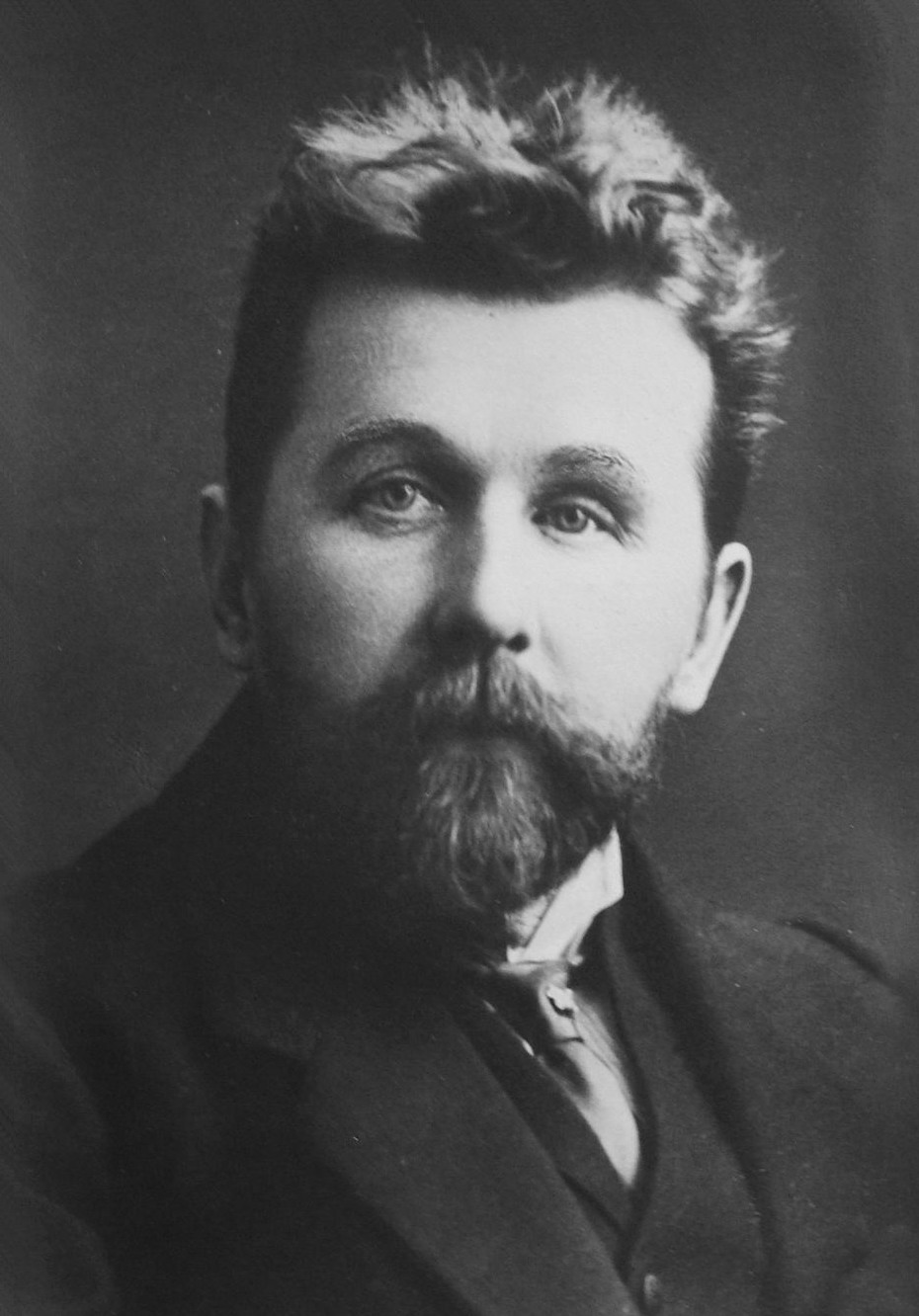
Alexander Tichonowitsch Gretschaninow († 1956)

- 1956: Alexander Tichonowitsch Gretschaninow, russischer Komponist
- 1956: Joseph Wirth, deutscher Politiker, Landes- und Reichsminister, MdL, MdR, Reichskanzler
- 1958: Alexander Meißner, österreichischer Physiker, Pionier der Rundfunktechnik
- 1959: Ernst Balzli, Schweizer Schriftsteller und Radioschaffender
- 1960: Victor Sjöström, schwedischer Regisseur und Schauspieler
- 1961: Maximilian Müller-Jabusch, deutscher Journalist
- 1964: Rowland Pack, kanadischer Cellist, Organist und Chorleiter
- 1966: Theo Aeckerle, deutscher Maler, Zeichner, Plastiker und Lithograf
- 1966: Ady Berber, österreichischer Schauspieler
- 1966: Geoffrey Waddington, kanadischer Geiger und Dirigent

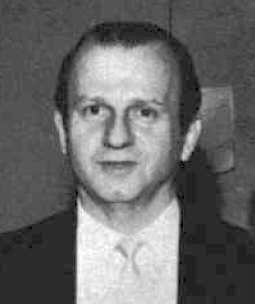
Jack Ruby († 1967)

- 1967: Jack Ruby, US-amerikanischer Nachtclubbesitzer, Mörder des mutmaßlichen Kennedy-Attentäters Lee Harvey Oswald
- 1970: Raúl Aparicio, kubanischer Journalist und Schriftsteller
- 1970: Karl Hepp, deutscher Politiker und Landwirtschaftsfunktionär, MdR, MdB
- 1970: Hans Steinmeyer, deutscher Orgelbauer
- 1972: Elisabeth Schiemann, deutsche Botanikerin, Widerstandskämpferin, Gerechte unter den Völkern
- 1972: Frans Masereel, belgischer Maler und Grafiker
- 1974: Gino Cervi, italienischer Filmschauspieler
- 1975: Margot Antillano, venezolanische Schauspielerin
- 1975: Walter Linck, Schweizer Bildhauer
- 1975: Robert Neumann, österreichischer Schriftsteller
- 1975: Victor Kraft, österreichischer Wissenschaftstheoretiker, Philosoph und Generalstaatsbibliothekar
- 1976: John Ainsworth-Davis, britischer Sprinter, Olympiasieger
- 1976: Anton Andergassen, österreichischer Geistlicher
- 1978: Alfred Braun, deutscher Rundfunkpionier

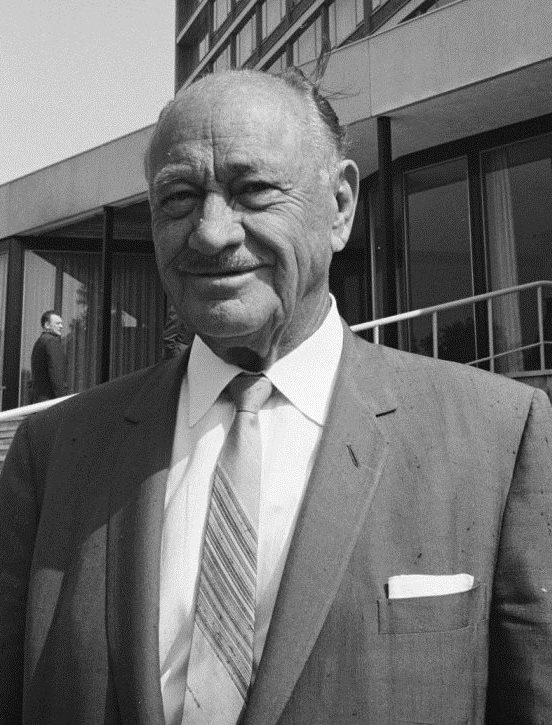
Conrad Hilton († 1979)

- 1979: Conrad Hilton, US-amerikanischer Hotelier, Gründer der Hilton Hotels Corporation
- 1979: Gilbert Dussier, luxemburgischer Fußballspieler
- 1980: Joy Adamson, britisch-österreichische Naturforscherin, Malerin und Schriftstellerin
- 1980: Lucien Buysse, belgischer Radrennfahrer
- 1982: Freddie de Clifford, britischer Automobilrennfahrer und Militär
- 1982: Fritz Laband, deutscher Fußballspieler
- 1983: Jens Rehn, deutscher Schriftsteller
- 1984: Taras Borodajkewycz, österreichischer Historiker und Hochschullehrer
- 1985: Lucien Cailliet, US-amerikanischer Komponist und Klarinettist
- 1985: René Leroy, französischer Flötist und Musikpädagoge
- 1985: Wolfgang Vacano, deutsch-amerikanischer Dirigent und Musikpädagoge
- 1988: Joie Chitwood, US-amerikanischer Automobilrennfahrer
- 1988: Gaston Eyskens, belgischer Politiker, mehrfacher Minister und Premierminister

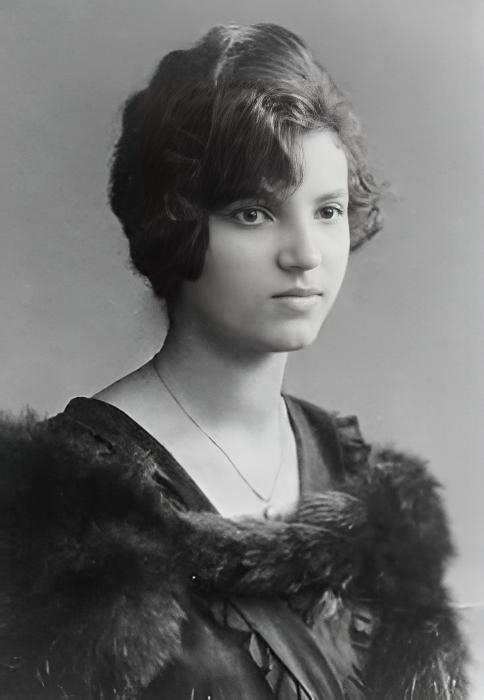
Rose Ausländer († 1988)

- 1988: Rose Ausländer, deutsche Lyrikerin
- 1988: Franz Muxeneder, deutsch-österreichischer Schauspieler
- 1989: Lina Prokofjew, spanisch-russische Sängerin, erste Ehefrau von Sergei Prokofjew
- 1989: Robert Thomas, französischer Schriftsteller
- 1989: Sergei Lwowitsch Sobolew, russischer Mathematiker
- 1990: Ernst Widmer, schweizerisch-brasilianischer Komponist
- 1991: Lucius Benjamin Appling, US-amerikanischer Baseballspieler und -manager
- 1991: Josef Stroh, österreichischer Fußballspieler

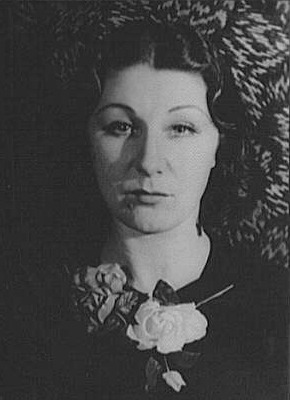
Judith Anderson († 1992)

- 1992: Judith Anderson, australische Schauspielerin
- 1993: Will Walls, US-amerikanischer American-Football-Spieler und -Trainer
- 1994: Leopold Achberger, österreichischer Geistlicher, Superintendent der Steiermark
- 1994: Frank Belknap Long, US-amerikanischer Autor
- 1995: Tadeáš Salva, slowakischer Komponist
- 1996: Reinhard Goerdeler, deutscher Jurist und Wirtschaftsprüfer, Präsident der International Federation of Accountants
- 1997: Cor Kee, niederländischer Organist und Komponist
- 1998: Hans Sion, deutscher Bierbrauer und Lokalpolitiker
- 1999: Chuck Parsons, US-amerikanischer Automobilrennfahrer
- 2000: Henry H. Fowler, US-amerikanischer Politiker, Minister
- 2000: Steffen Mauersberger, deutscher Endurosportler

### 21. Jahrhundert

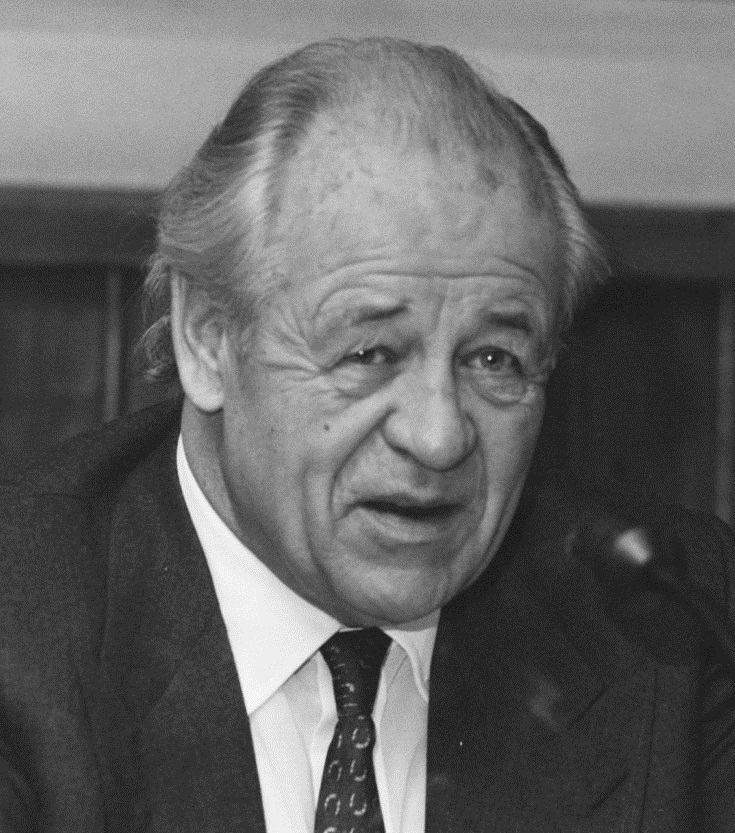
Freddy Heineken († 2002)

- 2002: Alfred Heineken, niederländischer Bierbrauer
- 2003: Sid Gillman, US-amerikanischer American-Football-Spieler und -Trainer
- 2005: Jyotindra Nath Dixit, indischer Diplomat
- 2005: Marie Therese Hug, preußische Prinzessin
- 2005: Will Eisner, US-amerikanischer Comic-Zeichner
- 2006: Urbano Lazzaro, italienischer Widerstandskämpfer
- 2006: Angela Salloker, österreichische Schauspielerin
- 2006: William Skate, papua-neuguineischer Politiker, Premierminister
- 2006: Arturo Sergi, US-amerikanischer Opernsänger (Tenor)
- 2007: Johann Schröder, deutscher Mathematiker
- 2007: Michael Yeats, irischer Politiker, MdEP
- 2008: Alexander Gawriilowitsch Abdulow, russischer Schauspieler und Regisseur
- 2008: Werner Dollinger, deutscher Politiker, MdB, Bundesminister
- 2009: Ursula Bühler Hedinger, Schweizer Flugpionierin
- 2009: Charles Camilleri, maltesischer Komponist
- 2010: Otto Breg, österreichischer Bobsportler

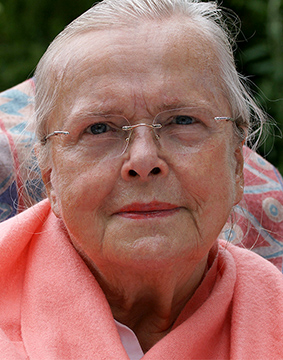
Eva Strittmatter († 2011)

- 2010: Luisito Martí, dominikanischer Musiker, Schauspieler, Filmproduzent und Fernsehmoderator
- 2011: Geraldo Flach, brasilianischer Musiker
- 2011: Emilie Lieberherr, Schweizer Politikerin
- 2011: Eva Strittmatter, deutsche Dichterin und Schriftstellerin
- 2012: Willi Entenmann, deutscher Fußballspieler und -trainer
- 2012: Vicar, chilenischer Comiczeichner
- 2013: Elmar Gunsch, österreichischer Moderator und Autor
- 2013: Burry Stander, afrikanischer Mountainbiker

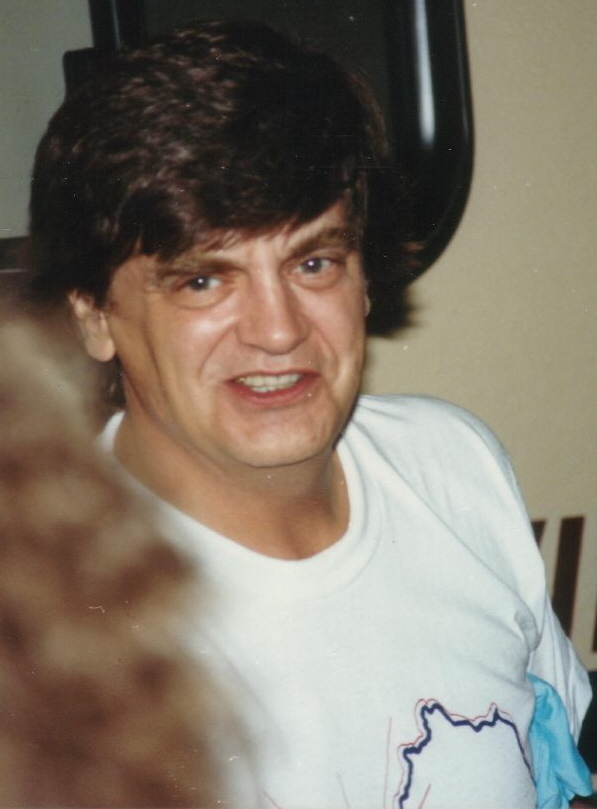
Phil Everly († 2014)

- 2014: Phil Everly, US-amerikanischer Sänger und Musiker
- 2014: Alicia Rhett, US-amerikanische Schauspielerin
- 2014: Saul Zaentz, US-amerikanischer Filmproduzent
- 2015: Edward Brooke, US-amerikanischer Politiker, Senator
- 2016: Paul Bley, kanadischer Jazzpianist und Komponist
- 2016: Peter Naur, dänischer Informatiker
- 2016: Hans Vontobel, Schweizer Bankier und Mäzen
- 2018: Konrad Ragossnig, österreichischer Gitarrist und Lautenist
- 2020: Qasem Soleimani, iranischer General
- 2021: Gerry Marsden, britischer Musiker (Gerry & the Pacemakers)

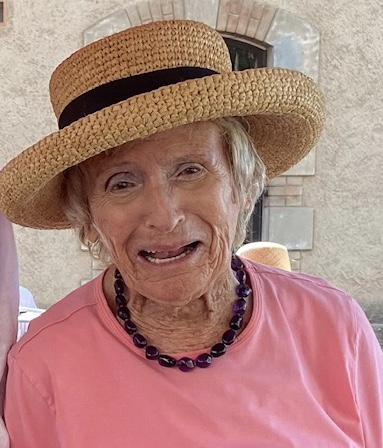
Renate Lasker-Harpprecht († 2021)

- 2021: Renate Lasker-Harpprecht, deutsche Holocaustüberlebende, Autorin und Journalistin
- 2022: George Bălan, deutscher Philosoph, Musikwissenschaftler und Aphoristiker
- 2022: Jud Logan, US-amerikanischer Hammerwerfer
- 2022: Zbigniew Łój, polnischer Hockeytorwart
- 2023: Elena Huelva, spanische Aktivistin
- 2023: Petr Pavlásek, tschechoslowakischer Gewichtheber
- 2024: Günther Fielmann, deutscher Augenoptiker und Unternehmer
- 2024:  Ursula Heindrichs, deutsche Germanistin, Märchenforscherin und Ehrenpräsidentin der Europäischen Märchengesellschaft

## Feier- und Gedenktage
- Kirchliche Gedenktage
  - Fest des allerheiligsten Namens Jesu (katholisch; evangelisch und anglikanisch 1. Januar)
  - Hl. Gordius, römischer Märtyrer (evangelisch, katholisch, orthodox, armenisch)
  - Hl. Genoveva von Paris, fränkische Jungfrau und Schutzpatronin (katholisch, orthodox)
  - William Alfred Passavant, US-amerikanischer Pastor (anglikanisch: TEC)
- Namenstage
  - Adele, Hermine, Irma

Weitere Einträge enthält die Liste von Gedenk- und Aktionstagen.